# Economia da Região Nordeste do Brasil
A economia da Região Nordeste do Brasil foi a base histórica do começo da economia do Brasil, já que as atividades em torno do pau-brasil e da cana-de-açúcar predominaram e foram iniciadas no Nordeste do Brasil. O Nordeste foi a região mais rica do país até a metade do século XVIII.
Em 2016, o Nordeste ficou em 3º lugar entre as 5 regiões do Brasil, em termos de riqueza total. O Sudeste vem em 1º lugar com 53,1% do PIB, o Sul em 2º com 17%, o Nordeste em 3º com 14,4% e o Centro-Oeste em 4º com 10,2%. Em PIB per capita (ou seja, PIB por habitante), está em 4º lugar entre as 5 regiões, atrás do Centro-Oeste, Sul e Sudeste.
É a região menos industrializada do país, em proporção por habitante (apenas 13% da indústria do Brasil em 2017, embora tivesse 27,6% da população.
Em 2016 seu PIB nominal era de R$ 898 bilhões, e seu PIB nominal per capita, de R$ 15.779,11. As maiores economias da Região Nordeste são, respectivamente, Bahia, Pernambuco e Ceará, estados que concentram, juntos, 9% do PIB nacional. Já os estados nordestinos com maior PIB per capita são Pernambuco, Rio Grande do Norte e Sergipe, seguidos por Bahia, Ceará, Paraíba, Alagoas, Piaui e Maranhão.

## Setor primário

### Agricultura

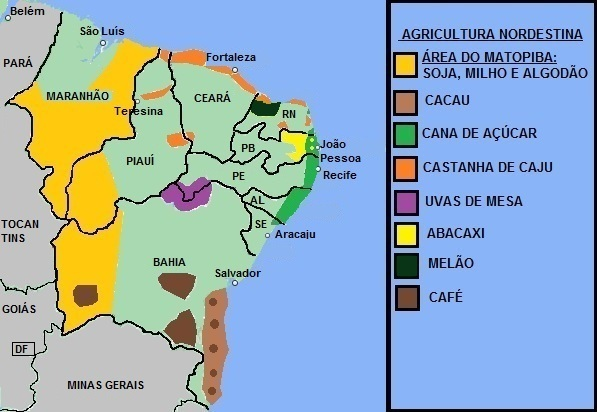
Alguns dos principais cultivos do Nordeste do Brasil.

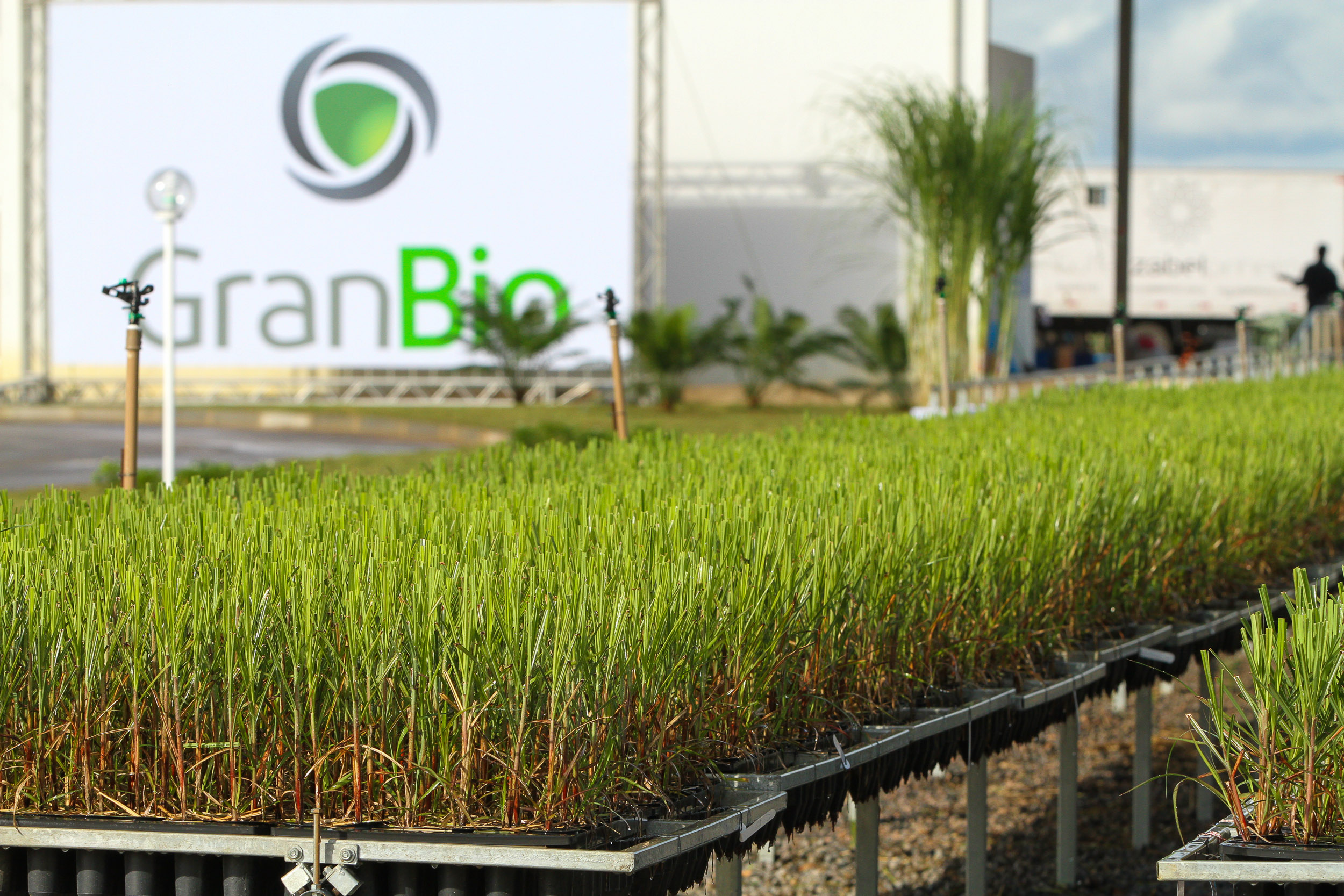
Mudas de cana-de-açúcar em Barra de São Miguel, Alagoas.

A região é grande produtora de castanha de caju, cana-de-açúcar, cacau, algodão e frutas tropicais em geral (principalmente coco, mamão, melão, banana, manga, abacaxi e guaraná). Possui também produções relevantes de soja, milho, feijão, mandioca, laranja, café e uva.
A cana-de-açúcar é o principal produto agrícola da região em termos de valor, produzido principalmente por Alagoas, Pernambuco e Paraíba. Também é importante destacar os plantios de soja (Bahia, Maranhão e Piauí), algodão (Bahia, Maranhão, Ceará, Paraíba e Rio Grande do Norte), arroz (Maranhão), tabaco (Alagoas e Bahia) e caju (Piauí, Paraíba e Ceará), além de uvas finas, manga, melão, acerola e outros frutos para consumo interno e exportação (Pernambuco, Bahia e Rio Grande do Norte). Destacam-se ainda os plantios de cacau em Ilhéus e Itabuna, de café no Planalto da Conquista, região de Vitória da Conquista e de feijão em Irecê, no estado da Bahia.

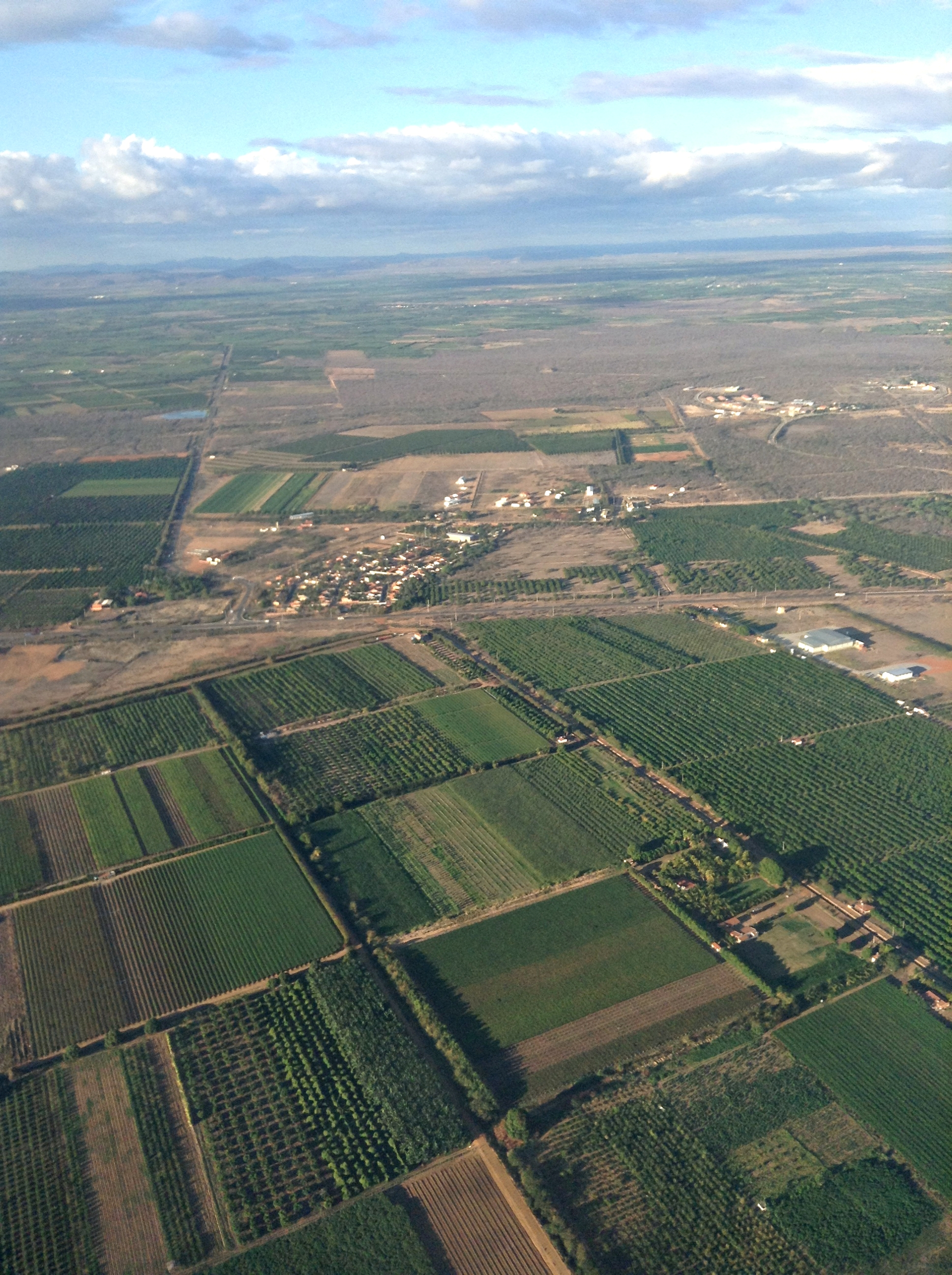
Plantação irrigada de uvas em área de caatinga no município de Petrolina. Pernambuco é o maior produtor de uva de mesa do Brasil.

No sertão nordestino os projetos de irrigação viabilizados pela migração sulista[carece de fontes?] impeliram o avanço de uma moderna agricultura: a fruticultura para exportação e produção de vinho, presente principalmente na área em torno de Petrolina em Pernambuco e Juazeiro na Bahia e na área do vale do Rio Açu no Rio Grande do Norte, beneficiada pela grande insolação, pela mão de obra barata e pela existência de solos com alta fertilidade mineral. A RIDE Petrolina e Juazeiro é o maior exportador de frutas e o segundo maior polo vitivinicultor do Brasil. Ainda predomina no Semiárido, no entanto, a agricultura de subsistência, prejudicada, às vezes, pelas constantes estiagens.
No oeste da Bahia, no sudoeste do Piauí e no sul do Maranhão, o avanço da fronteira agrícola ocorre sobretudo com a soja, mas também com arroz, milho e algodão. Na Bahia, destacam-se as cidades de Barreiras, São Desidério e Luís Eduardo Magalhães, tendo as duas últimas PIB per capita entre os maiores do Brasil. No Piauí, destacam-se as cidades de Uruçuí, Bom Jesus e Ribeiro Gonçalves. No Maranhão, o desenvolvimento é facilitado pelas excelentes condições de logística da região para exportação. Desde 1992, quando começou a funcionar o Corredor de Exportação Norte, toda a produção agrícola do sul do Maranhão passou a escoar para o Porto de Itaqui, em São Luís, por um longo trecho de estrada de ferro operado pela Vale S.A.. O cultivo nessa área é realizado em fazendas altamente mecanizadas, com os melhores índices de produtividade agrícola por hectare no Brasil. Tem ainda como benefício a menor distância em relação ao mercado europeu.

Coqueirais na área metropolitana do Recife, em Pernambuco.

Em 2017, a Região Nordeste foi a maior produtora de coco do país, com 74,0% da produção nacional. A Bahia produziu 351 milhões de frutos, o Sergipe, 234 milhões, e o Ceará 187 milhões. Porém, o setor vem sofrendo forte concorrência e perdendo mercado para Indonésia, Filipinas e Índia, os maiores produtores mundiais, que chegam a exportar água de coco para o Brasil. Além dos problemas climáticos, a baixa produtividade dos coqueiros na Região Nordeste é o resultado de fatores relacionados à variedade de coco explorada e ao nível tecnológico empregado nas regiões litorâneas. Nessas áreas, ainda predomina o sistema de cultivo semiextrativista, com baixa fertilidade e sem adoção de práticas de manejo cultural. Os três estados que possuem as maiores produções, Bahia, Sergipe e Ceará, apresentam rendimento três vezes menor que o de Pernambuco, que está em 5º na produção nacional. Isso porque grande parte dos coqueirais desses três estados estão localizados em zonas litorâneas e cultivados em sistemas semiextrativistas.

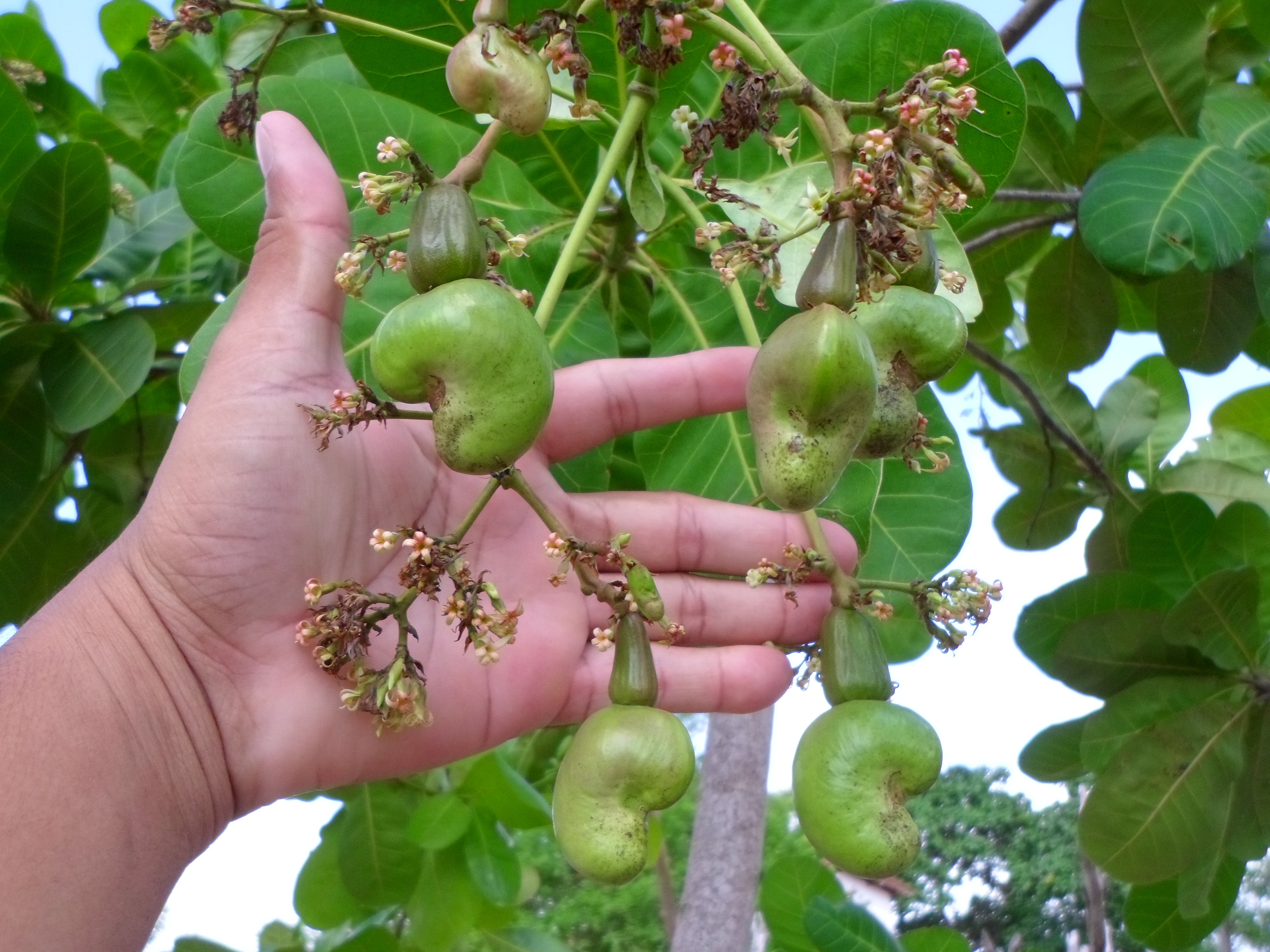
Início de produção de caju no sertão do Ceará.

A produção de caju no Brasil é realizada quase que exclusivamente no Nordeste. A área ocupada com cajueiros no Brasil em 2017 foi calculada em 505,5 mil ha; desse total, 99,5% está localizado no Nordeste. Os principais produtores dessa região são o Ceará (61,6% da área nacional), Rio Grande do Norte e Piauí. Porém, o Brasil, que em 2011 era o quinto maior produtor mundial de castanha de caju, em 2016, caiu para a 14ª posição, com 1,5% do volume total de castanha produzido no mundo. O Vietnã, a Nigéria, a Índia e a Costa do Marfim foram os maiores produtores mundiais de castanha de caju em 2016, com 70,6% da produção global. Nos últimos anos, tem ocorrido acirramento da concorrência com alguns países africanos, onde programas governamentais têm impulsionado a expansão da cultura e da capacidade de processamento. Estima-se que em 295 mil toneladas por ano a capacidade instalada de processamento de castanha de caju no Nordeste, porém, a Região só conseguiu produzir em torno de um quarto dessa quantidade. Dentre os principais produtores mundiais, o Brasil é o que possui a menor produtividade. Diversos fatores são apontados como causa da baixa produtividade e da queda na produção brasileira de castanha de caju. Um dos motivos é que a maior parte dos pomares está em fase de declínio natural da produção. Além disso, os cajueirais gigantes, que são maioria na Região, são explorados de forma quase extrativista, com baixa utilização de tecnologia.

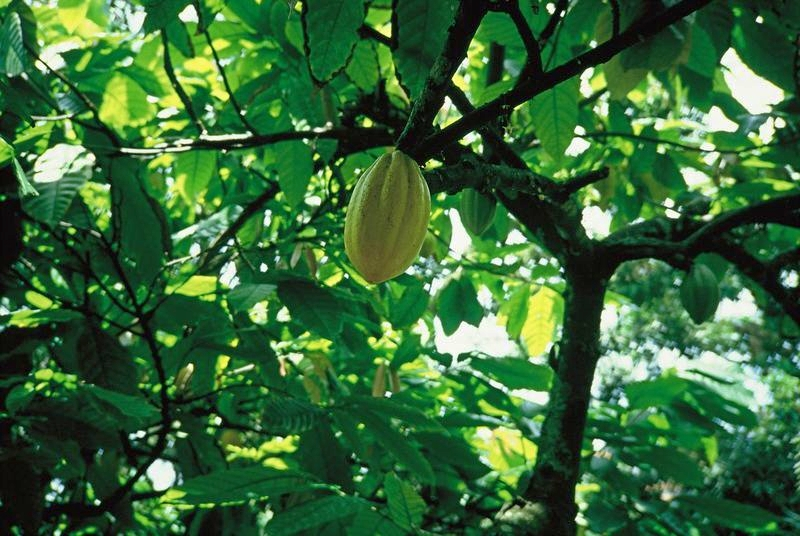
Cultivo de cacau em Ilhéus, Bahia.

Na produção de cacau, por um longo tempo, a Bahia liderou a produção brasileira. Hoje, disputa com o estado do Pará a liderança da produção nacional. Em 2017 o Pará obteve a liderança pela primeira vez. Em 2019, os paraenses colheram 135 mil toneladas de cacau, e os baianos, 130 mil toneladas. A área de cacau da Bahia é praticamente três vezes maior do que a do Pará, mas a produtividade do Pará é praticamente três vezes maior. Alguns fatores que explicam isto são: as lavouras da Bahia são mais extrativistas, e as do Pará tem um estilo mais moderno e comercial, além dos paraenses usarem sementes mais produtivas e resistentes, e à sua região propiciar resistência à vassoura-de-bruxa.
Em 2018, o Nordeste estava em 3º lugar entre as regiões que mais produzem cana-de-açúcar no país. O Brasil é o maior produtor mundial, com 672,8 milhões de toneladas colhidas neste ano. O Nordeste colheu 45,7 milhões de toneladas, 6,8% da produção nacional. Alagoas é o maior produtor, com 33,3% da produção nordestina (15,2 milhões de toneladas). Pernambuco é o 2º maior produtor do Nordeste, com 22,7% do total da região (10,3 milhões de toneladas). A Paraíba tem 11,9% da produção nordestina (5,5 milhões de toneladas) e a Bahia, 10,24% da produção (4,7 milhões de toneladas).

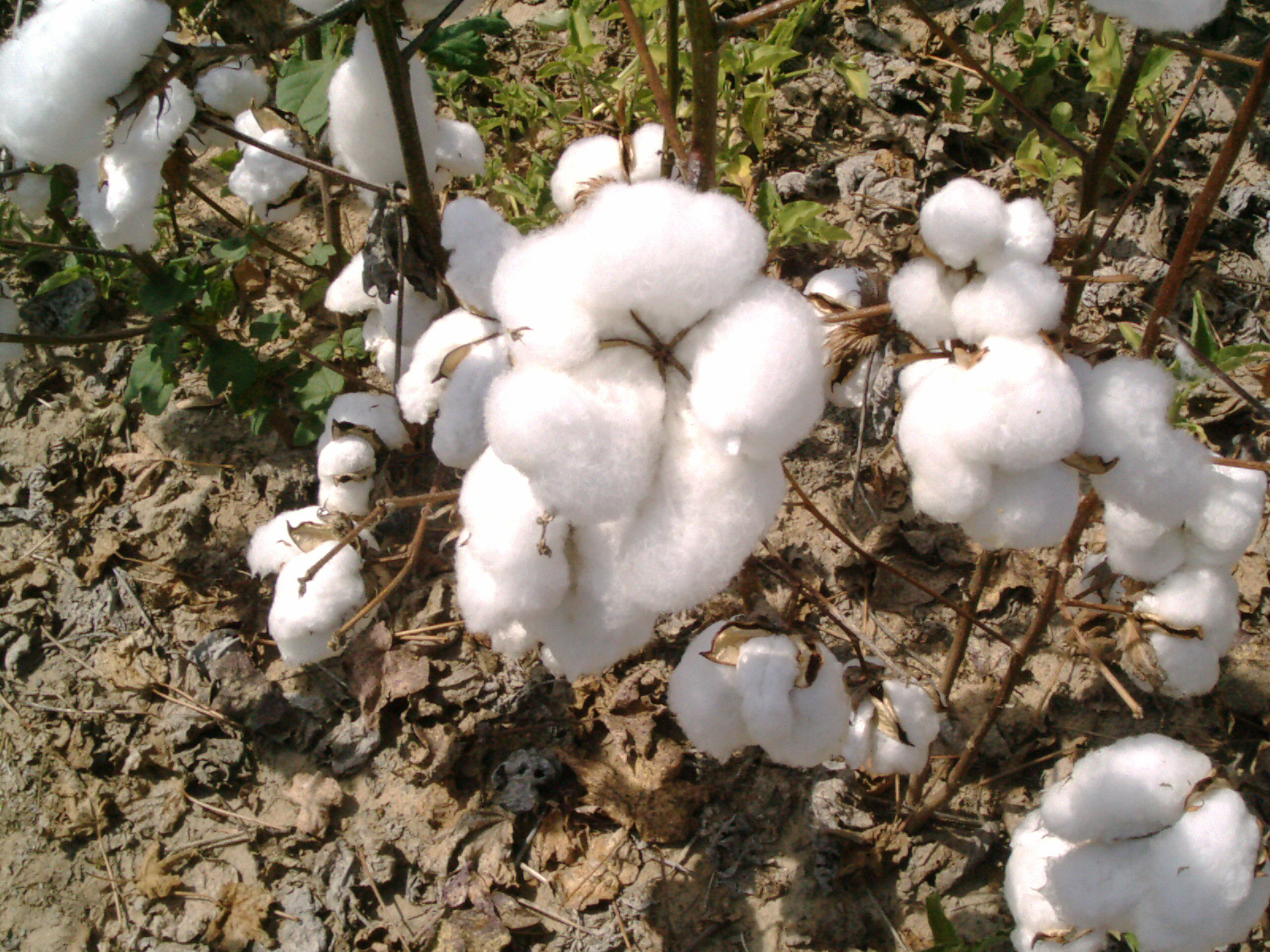
Pés de algodão em fruto, na cidade de Luiz Eduardo Magalhães, Bahia

A Bahia é o 2º maior produtor de algodão do Brasil, só perdendo para o Mato Grosso. Em 2019, colheu 1,5 milhão de toneladas do produto.
A Bahia é também o 4º maior produtor nacional de café, com cerca de 7% da produção nacional.
Pernambuco é o 2º maior produtor de uva do país. Em 2017 o estado produziu 390 mil toneladas. No mesmo ano, a Bahia era o 6º maior produtor, com 51 mil toneladas.
Na soja, o Brasil produziu perto de 120 milhões de toneladas em 2019, sendo o maior produtor mundial. O Nordeste produziu, em 2019, perto de 10,7 milhões de toneladas, ou 9% do total brasileiro. Os maiores produtores do Nordeste foram a Bahia (5,3 milhões de toneladas), o Maranhão (3 milhões de toneladas) e o Piauí (2,4 milhões de toneladas).
Na produção de milho, em 2018 o Brasil era o 3º maior produtor mundial, com 82 milhões de toneladas. O Nordeste produziu cerca de 8,4% do total do país. A Bahia foi o maior produtor nordestino, com 2,2 milhões de toneladas. O Piauí foi o 2º maior produtor do Nordeste, com 1,5 milhão de toneladas, e o Maranhão foi o 3º maior, com 1,3 milhão de toneladas.
Em 2018, a Região Sul foi o principal produtor de feijão com 26,4% do total, seguida pela Centro-Oeste (25,4%), Região Sudeste (25,1%), Nordeste (20,6%) e Norte (2,5%). Os maiores produtores do Nordeste foram o Ceará, a Bahia, Piauí e Pernambuco.

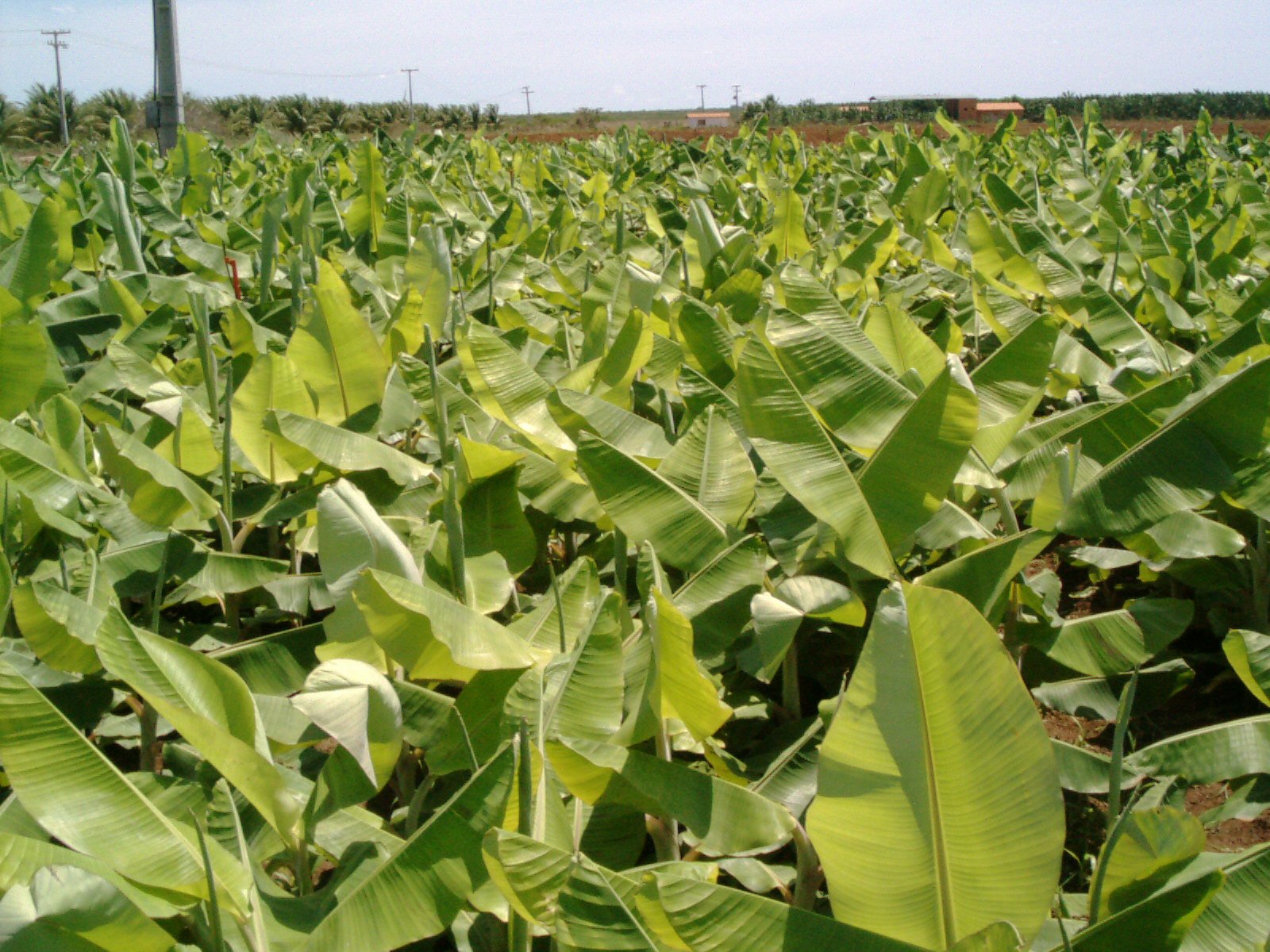
Plantação irrigada de bananas, às margens do rio São Francisco, Bahia

A Bahia é o segundo maior produtor de frutas do país, com mais de 3,3 milhões de toneladas ao ano, ficando atrás apenas de São Paulo. O norte baiano é uma dos principais fornecedores de fruta do país. O Estado é um dos principais produtores nacionais de dez tipos de frutas. De acordo com o Censo do IBGE de 2017, a Bahia liderava a produção de amêndoa de cacau, cajarana, coco, fruta do conde ou pinha, graviola, umbu, jaca, licuri, manga e maracujá e está em segundo lugar no cultivo de atemoia, cupuaçu, lima e limão e terceiro em banana, carambola, goiaba, mamão, melancia, melão, pitanga, romã e uva de mesa. Ao todo, 34 produtos da fruticultura baiana têm importante participação na economia nacional.
O Rio Grande do Norte é o maior produtor de melão do país. Em 2017 produziu 354 mil toneladas, distribuídas entre as cidades de Mossoró, Tibau e Apodi. A região Nordeste respondeu por 95,8% da produção do país em 2007. Além do Rio Grande do Norte, que em 2005 produziu 45,4% do total do país, os outros 3 maiores do país foram Ceará, Bahia e Pernambuco.
Na produção de mamão, em 2018 a Bahia foi o 2º maior estado produtor do Brasil, quase empatando com o Espírito Santo. O Ceará ficou em 3º lugar e o Rio Grande do Norte em 4º lugar.
A Bahia era o maior produtor de manga do país em 2019, com produção de cerca de 281 mil toneladas por ano. Juazeiro (130 mil toneladas por ano) e Casa Nova (54 mil toneladas por ano) ocupam o topo da lista das cidades brasileiras que lideram o cultivo da fruta.
Na produção de banana, em 2018 a Bahia foi o 2º maior produtor nacional. Pernambuco ficou em 5º lugar.
Sobre o abacaxi, em 2018 a Paraíba foi o 2º maior estado produtor do Brasil.

### Pecuária
Na região se cria principalmente gado. Os maiores rebanhos bovinos estão na Bahia (10.229.459 cabeças), seguido por Maranhão (5.592.007), Ceará (2.105.441), Pernambuco (1.861.570) e Piauí (1.560.552). Em 2017 o Nordeste tinha 12,9% do rebanho bovino brasileiro. No sertão os produtores têm muitas vezes prejuízos devido às constantes secas. Também existem criações de caprinos, que são mais resistentes, suínos, ovinos e aves.
As feiras de gado são comuns nas cidades do agreste nordestino. Foram estas feiras que deram origem a cidades como Campina Grande, Feira de Santana e Caruaru.
A região Nordeste abrigou 93,2% do rebanho de caprinos (8.944.461 cabeças) e 64,2% do rebanho de ovinos (11.544.939 cabeças) do Brasil em 2017. A Bahia concentrou 30,9% do efetivo de caprinos e 20,9% do rebanho de ovinos nacional. Casa Nova (BA) ficou com a primeira posição no ranking municipal com os maiores efetivos das duas espécies.
Acerca da carne suína, o Brasil tinha quase 42 milhões de suínos em 2017. O Nordeste tinha 13% do total (5,4 milhões). Já na avicultura, o Brasil tinha em 2017 o total de 1,4 bilhão de galináceos. O Nordeste tinha 11,6% do total (164 milhões). Na produção de leite, o Brasil produziu 33,5 bilhões de litros em 2017. O Nordeste produziu 11,6% do total (3,9 bilhão de litros). Na produção de ovos, o Brasil produziu 4,2 bilhão de dúzias em 2017. O Nordeste produziu 16,1% (683 milhões de dúzias).
O Nordeste foi o 2º maior produtor de mel do país em 2017, perdendo para a região Sul. O total produzido no país foi de 41,6 mil toneladas. O Nordeste produziu 30,7% (12,7 mil toneladas).
Em 2017 o Nordeste foi o maior produtor de camarão do país. A produção nacional foi de 41 mil toneladas. Rio Grande do Norte (37,7%) e Ceará (28,9%) foram os maiores produtores. Aracati-CE foi o município com maior participação.

## Setor secundário

### Indústria

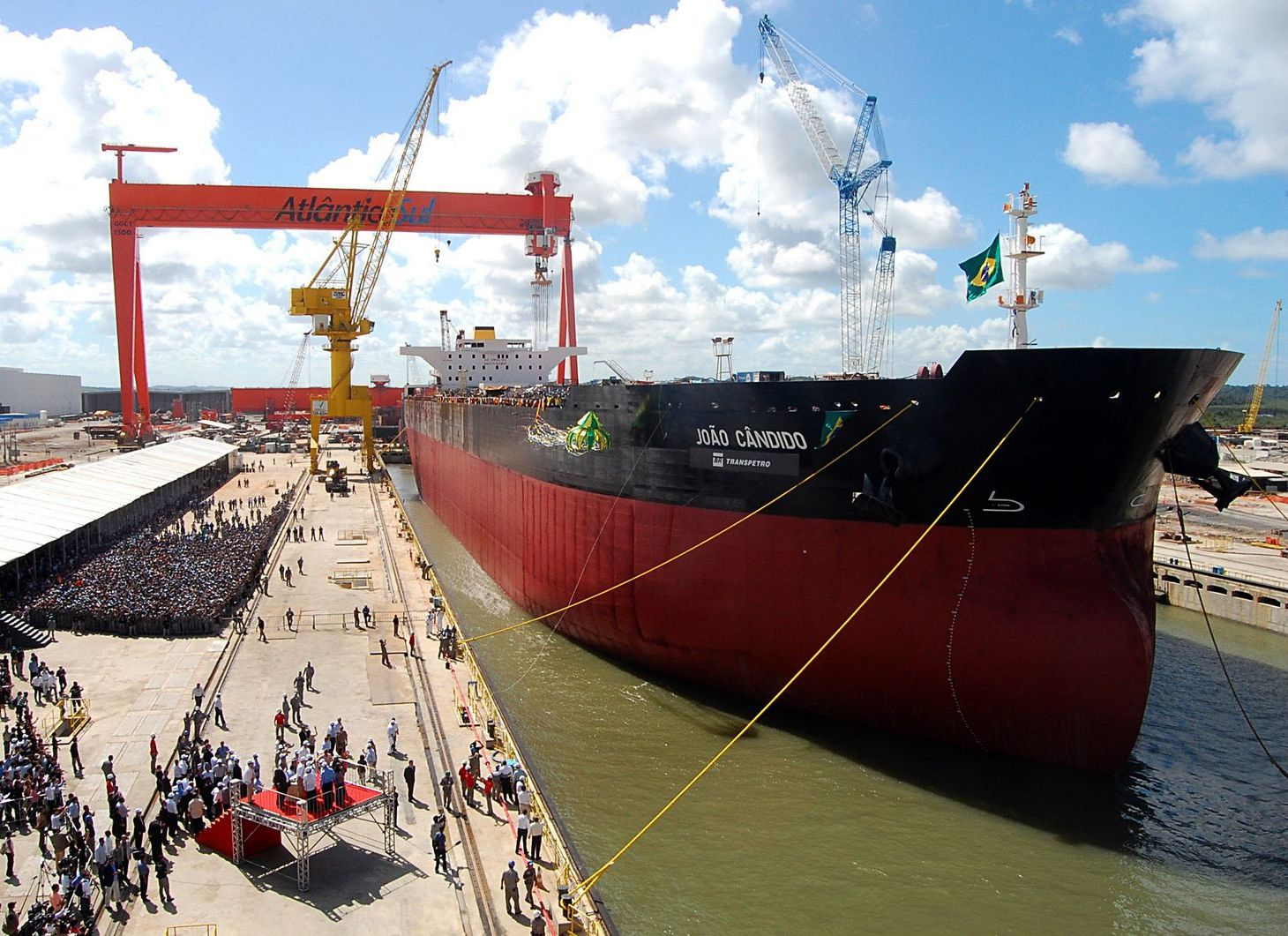
O Complexo Industrial de Suape, na área metropolitana do Recife em Pernambuco, abriga empreendimentos como o Estaleiro Atlântico Sul, maior estaleiro do Hemisfério Sul. O petroleiro João Cândido (na foto) foi o primeiro navio lançado pela indústria naval pernambucana.

Em 2017, a Região Nordeste tinha perto de 13% do PIB industrial do país. A Bahia tem 4,4%, Pernambuco 2,7%, Ceará 1,9%, Maranhão 1,1%, Rio Grande do Norte 0,9%, Paraíba 0,7%, Sergipe 0,6%, Alagoas 0,5% e Piauí 0,4%.
A indústria é mais forte e diversificada em regiões metropolitanas como a do Recife, a de Salvador e a de Fortaleza. Excetuando as capitais, tem-se a região de Campina Grande no estado da Paraíba, Caruaru no estado de Pernambuco e a região de Feira de Santana no estado da Bahia.
Destaca-se a produção de aços especiais, produtos eletrônicos, equipamentos para irrigação, barcos, navios, cascos para plataformas de petróleo, automóveis, baterias, chips, softwares e produtos petroquímicos, além de produtos de marca com valor agregado, calçados de couro e de lona e tecidos de todos os tipos. O polo gesseiro de Araripina, em Pernambuco, é o mais importante do país, respondendo por 95% da produção brasileira; e o estado do Rio Grande do Norte produz 95% do sal marinho consumido no Brasil.

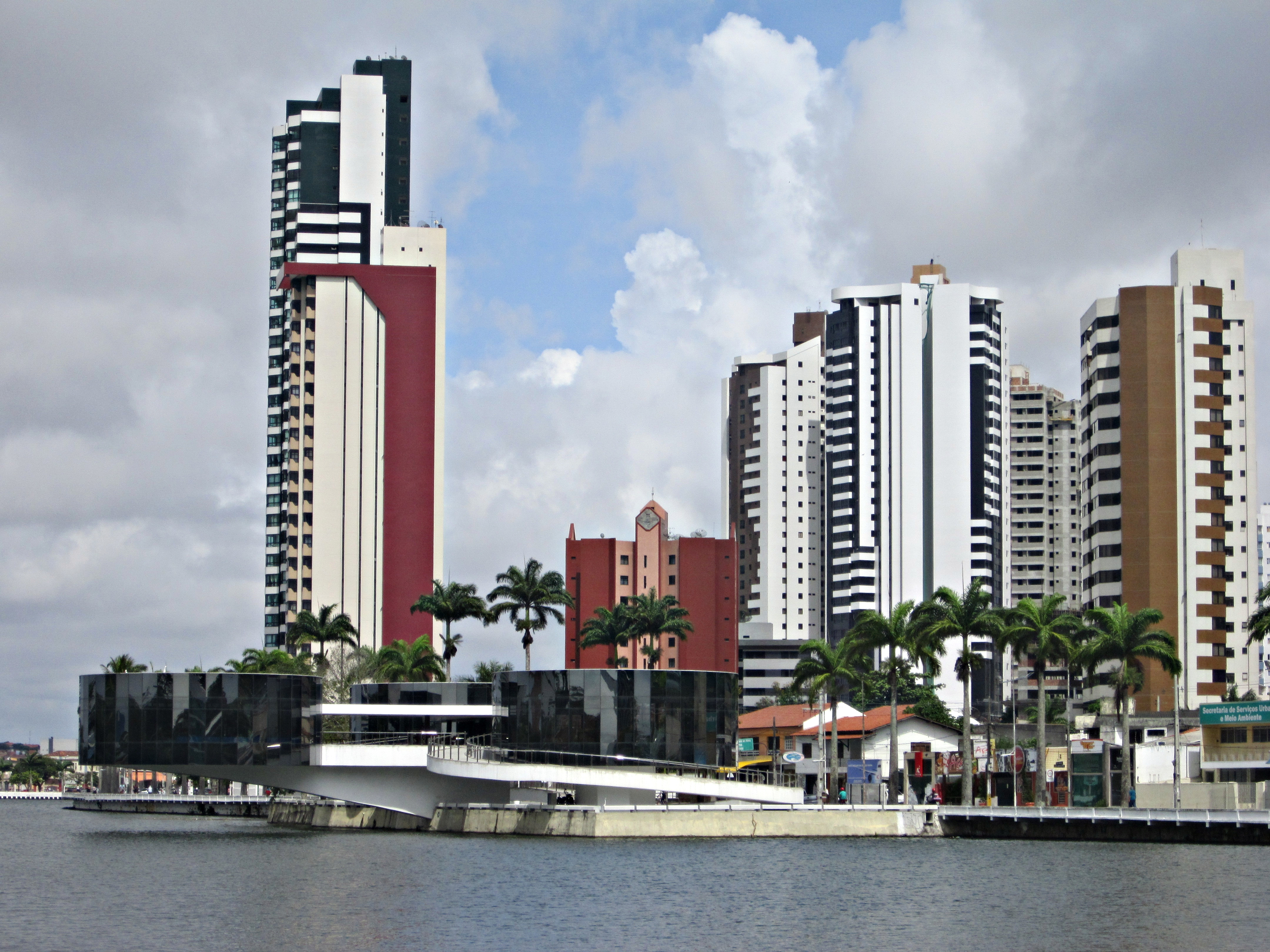
Campina Grande, no estado da Paraíba, é um dos principais polos industriais e tecnológicos nordestinos. É a cidade-sede da Região Metropolitana de Campina Grande.

O Complexo Industrial Portuário de Suape poderá triplicar o PIB de Pernambuco até 2030. Abriga empresas como o Estaleiro Atlântico Sul (maior estaleiro do Hemisfério Sul) e central de logística da General Motors. A Fiat lançou em Suape, no final de 2010, a pedra fundamental de sua nova fábrica, a terceira da marca na América Latina. A pedra fundamental da Refinaria Abreu e Lima foi lançada em 2005. A Companhia Petroquímica de Pernambuco (PetroquímicaSuape) iniciou a pré-operação da unidade de polímeros e fios de poliéster em 2010. A matriz da multinacional pernambucana Baterias Moura está localizada na cidade de Belo Jardim. A Baterias Moura fornece baterias para a metade dos carros fabricados no Brasil. O conglomerado pernambucano Queiroz Galvão reúne mais de 50 empresas nos segmentos de Construção, Desenvolvimento Imobiliário, Alimentos, Participações e Concessões, Óleo e Gás, Siderurgia e Engenharia Ambiental. O grupo está presente em todos os estados brasileiros assim como em países da América Latina e da África, exportando seus produtos para Estados Unidos, Canadá e Europa, e empregando cerca de 30.000 trabalhadores.

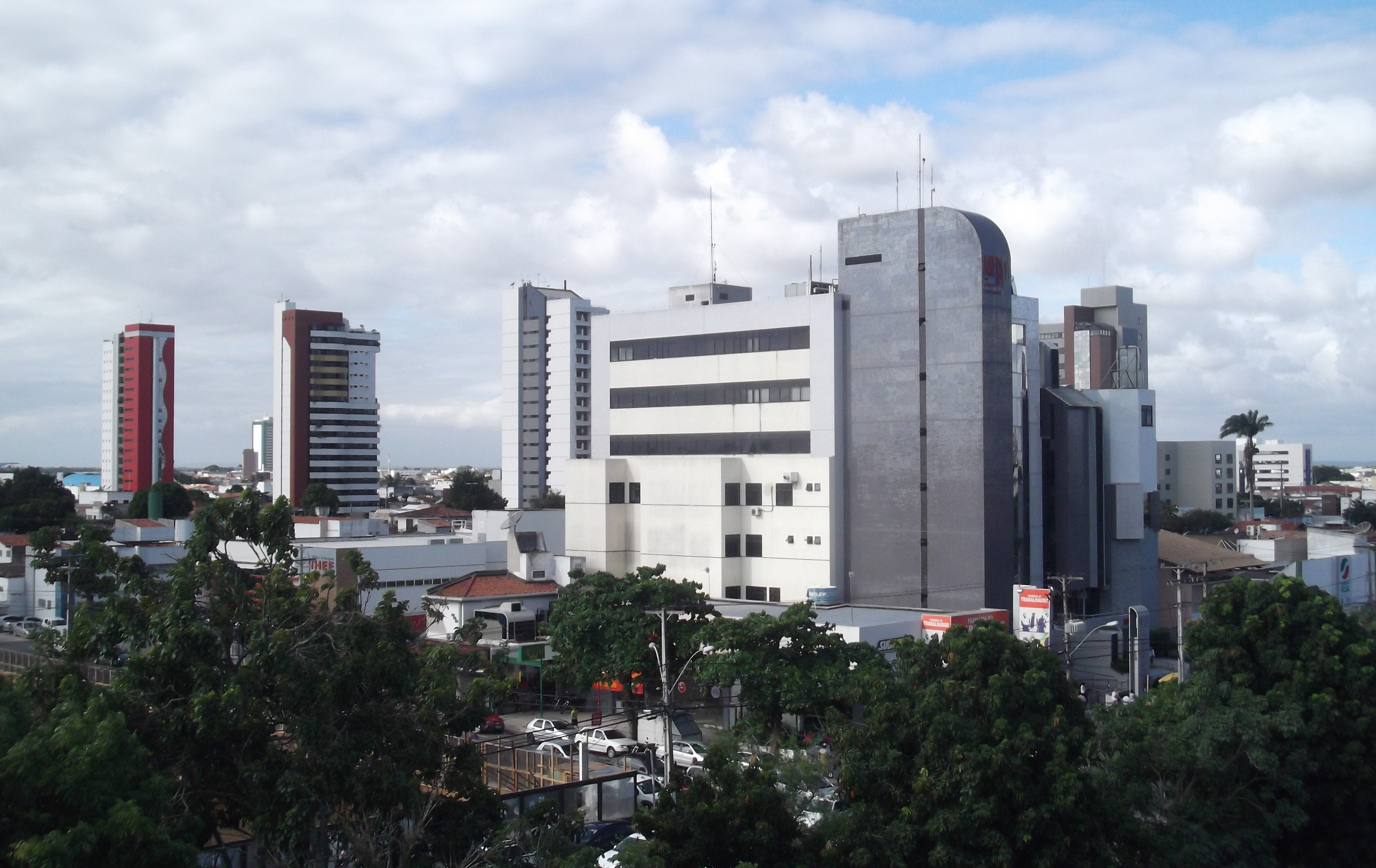
Feira de Santana, no Agreste da Bahia, é a cidade mais rica e populosa do interior nordestino, e sede da Região Metropolitana de Feira de Santana, o maior aglomerado urbano do interior baiano. Foi originada a partir de uma feira de gado, e hoje é um dos maiores polos industriais e comerciais de todo o Nordeste.

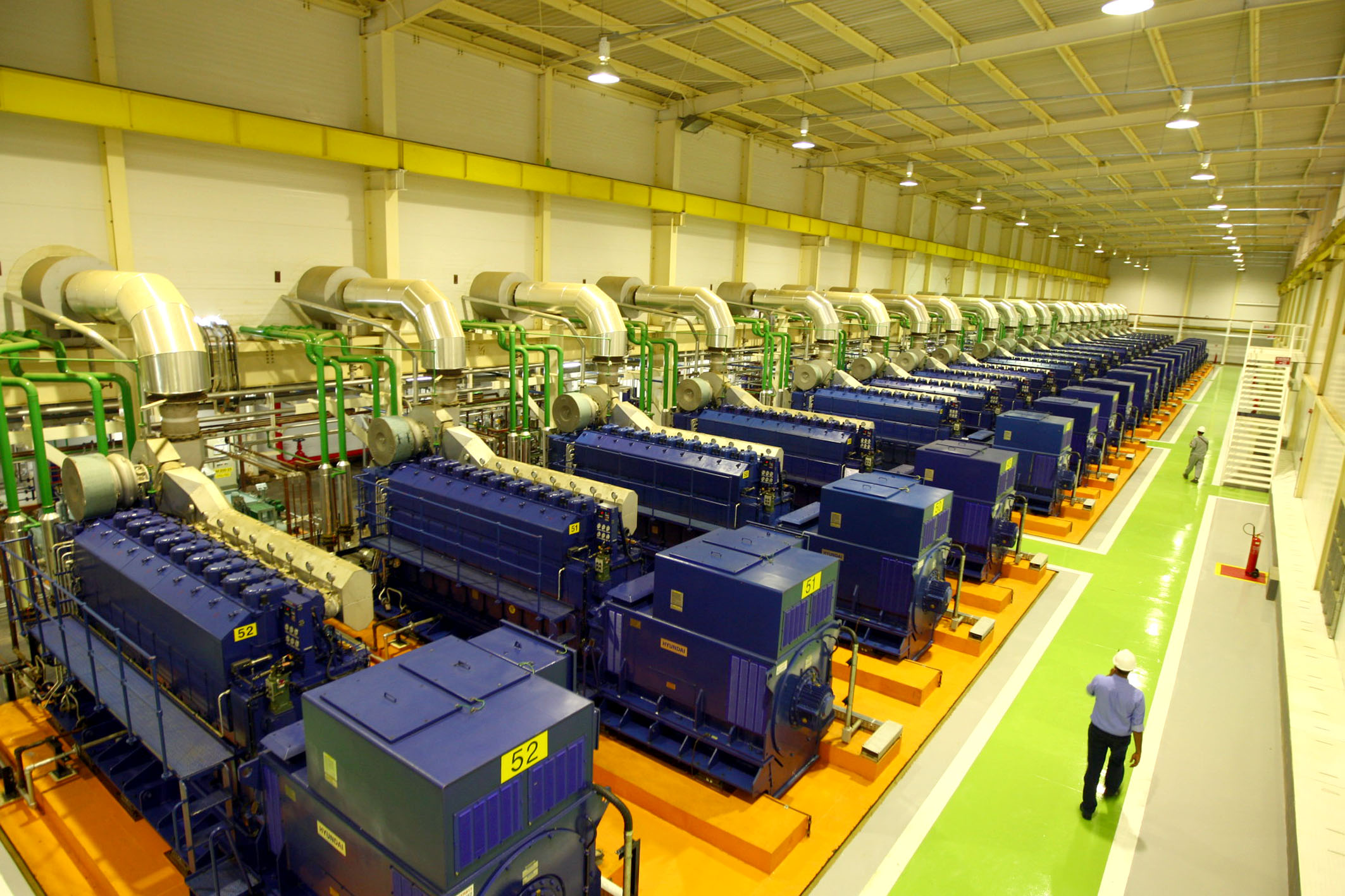
O Polo Petroquímico de Camaçari, no estado da Bahia, é o maior complexo industrial integrado do Hemisfério Sul.
Abriga, entre outras empresas, uma fábrica da Ford, a primeira montadora de automóveis da Região Nordeste. A empresa baiana Odebrecht (atual Novonor), conglomerado fundado pelo empresário pernambucano Norberto Odebrecht, tem como sede na cidade de Salvador. É a maior empresa no ramo petroquímico e de construção da América Latina, com faturamento anual R$ 31,4 bilhões. É a maior exportadora de serviços do Brasil, e há mais de seis anos está entre as cinco maiores construtoras mundiais de hidrelétricas, usinas nucleares, aeroportos, instalações petrolíferas, plataformas petrolíferas tanto marinhas quanto terrestres e estações de tratamento de água. A Organização Odebrecht é formada pela Odebrecht S.A., que administra a Construtora Norberto Odebrecht S.A., Foz do Brasil (Saneamento Básico e tratamento de resíduos industriais), Braskem S.A. Petroquímica, Odebrecht Empreendimentos Imobiliários S.A. (controladora da Bairro Novo Empreendimentos Imobiliários Ltda.) e a Odebrecht Investimentos em Infraestrutura Ltda. A Odebrecht presta serviços de Engenharia e Construção na maioria dos países da América do Sul, na América Central, nos Estados Unidos, em Angola, em Portugal e no Oriente Médio.

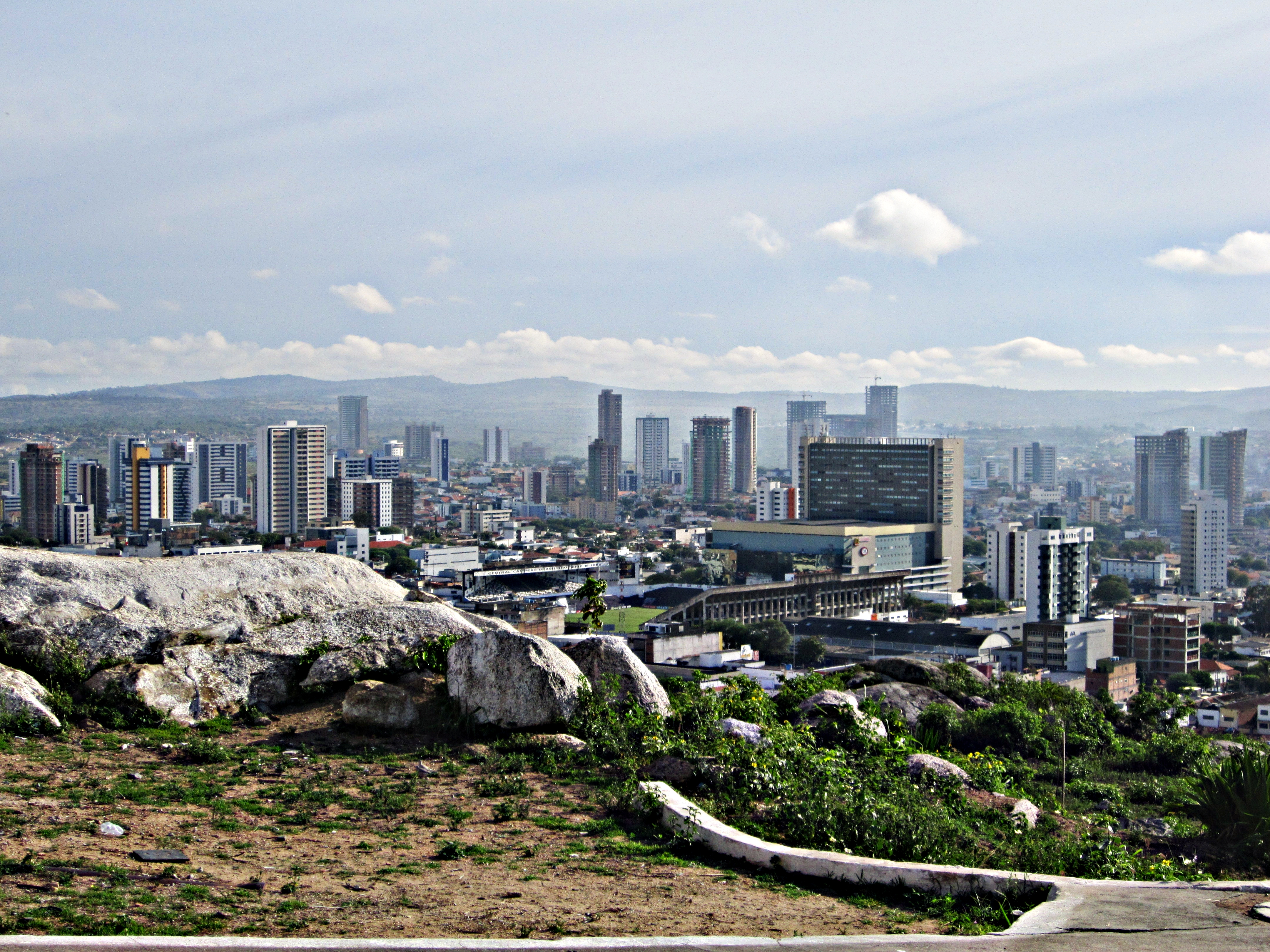
Caruaru, no Agreste de Pernambuco, é o segundo maior polo de confecções do Brasil.

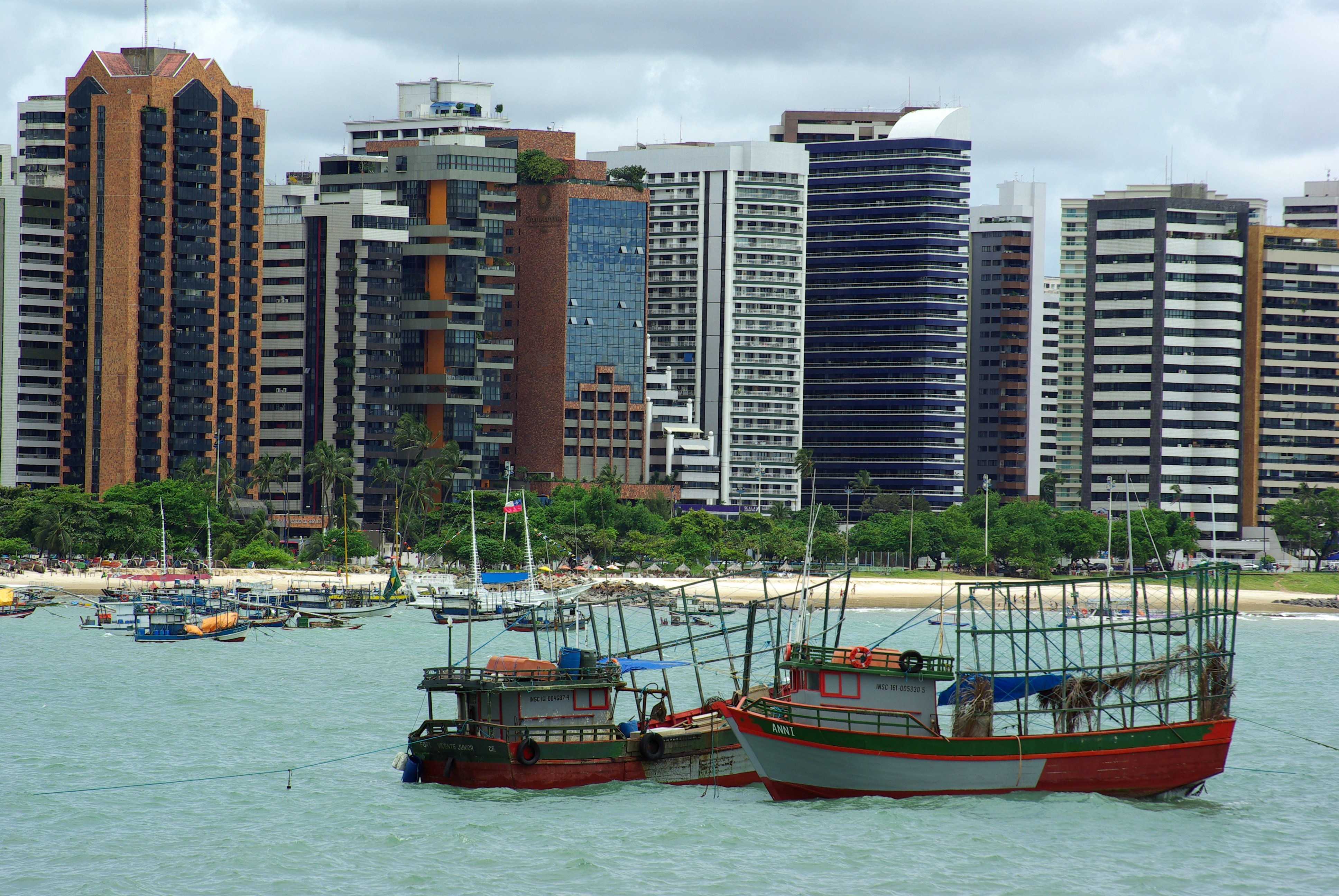
O Ceará é o 4º maior polo têxtil do Brasil. Na foto, a capital do estado, Fortaleza, sede da segunda maior Região Metropolitana do Nordeste, sendo a maior a Região Metropolitana do Recife e a terceira maior a Região Metropolitana de Salvador.

Outro complexo industrial baiano que merece destaque é o Centro Industrial de Aratu (CIA). Em sua área encontra-se em operação o Porto de Aratu, além de empreendimentos dos segmentos químico, metal-mecânico, calçadista, alimentício, metalúrgico, moveleiro, de minerais não metálicos, plásticos, fertilizantes, eletroeletrônicos, bebidas, logística, têxtil, serviços e comércio. Também na Bahia está localizada a Refinaria Landulpho Alves, segunda maior refinaria de petróleo do Brasil.
No agreste de Pernambuco, o setor têxtil se destaca, sendo o 2º maior polo de confecções têxteis do Brasil, atrás apenas da cidade de São Paulo. Produzindo cerca de 50 milhões de peças por ano. As principais cidades são Santa Cruz do Capibaribe onde se localiza o Moda Center, o maior centro atacadista de confecções da América Latina, Toritama responsável por 15% da produção do jeans nacional, e Caruaru, onde se localiza a maior feira ao ar livre do mundo, a famosa Feira de Caruaru.
No Ceará, o forte crescimento na produção de fios têxteis, tecidos e peças de vestuário em 2010 tornou o estado o 4º maior polo têxtil do Brasil.
O Distrito Industrial de Maracanaú é o maior centro industrial do Ceará. Outro importante centro industrial no estado é o Complexo Industrial do Pecém, que se encontra em forte expansão. Na capital, Fortaleza, os segmentos mais fortes da indústria são a produção de calçados, produtos têxteis, couros, peles e alimentos, notadamente derivados do trigo, além da extração de minerais. No interior, Juazeiro do Norte se destaca como o 3º maior polo calçadista do país. A companhia de alimentos cearense M. Dias Branco é líder no ramo de massas alimentícias no Brasil, detendo 14% do mercado brasileiro de biscoitos e 20% do de massas; e a J. Macêdo, também oriunda do Ceará, atua no mercado de moagem de trigo, sendo a segunda maior do ramo no país.

#### Indústria petrolífera

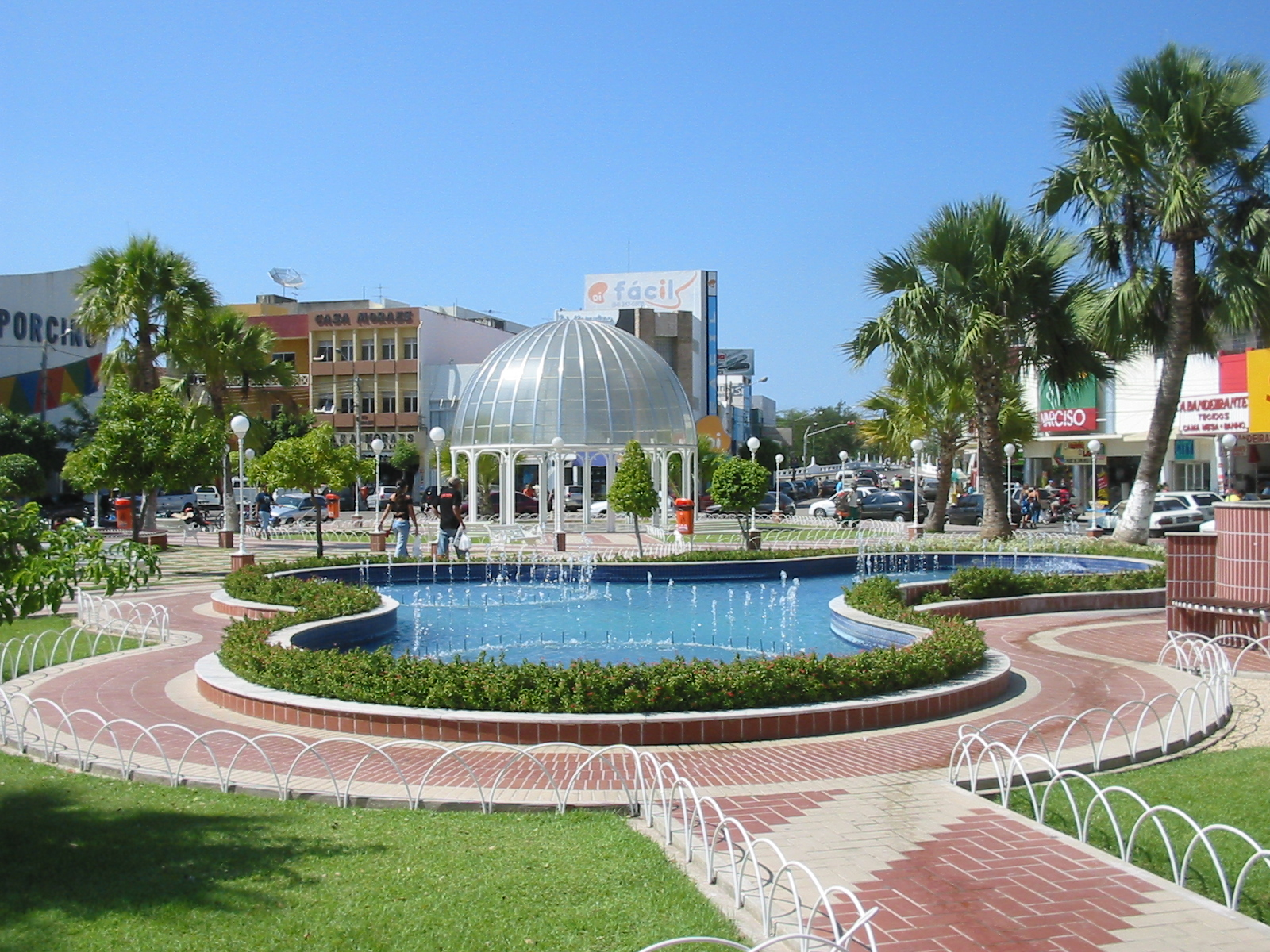
Mossoró, segunda maior cidade do estado do Rio Grande do Norte e o maior produtor de petróleo em terra do Brasil.

Por ter sido palco da descoberta da primeira jazida de petróleo (em Lobato, Salvador), a região Nordeste tem uma produção histórica de petróleo. O petróleo é explorado no litoral e na plataforma continental de vários estados da região e processado na Refinaria Landulfo Alves, em São Francisco do Conde, e no Polo Petroquímico de Camaçari, ambos no estado da Bahia. Recentemente foi lançada a pedra fundamental da Refinaria Abreu e Lima em Pernambuco e descoberto petróleo em Sousa, no sertão paraibano.
Os principais produtores nordestinos de petróleo são o Rio Grande do Norte (que em 2011 era o quarto maior produtor petrolífero do país, com 2,8% da produção nacional), a Bahia e Sergipe, sendo que nos dois últimos as principais bacias estão no mar.
Destaque também para o gás natural que é abundante na região. O Maranhão é o 6º maior produtor nacional e o 2º maior produtor em terra firme, com produção destinada à geração de energia no Complexo Termelétrico Parnaíba. Somente a bacia Alagoas/Sergipe vai durar por cerca de 120 anos.

#### Recursos elétricos

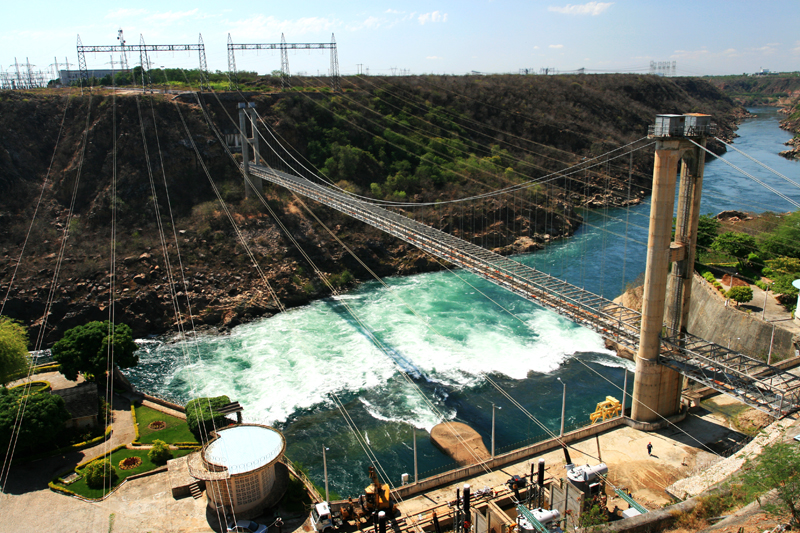
Complexo Hidrelétrico de Paulo Afonso, na Bahia.

Em Recife, Pernambuco, está localizada a sede da Eletrobras Chesf, sociedade anônima de capital fechado que atua na geração e transmissão de energia em alta e extra-alta tensão, explorando a bacia hidrográfica do rio São Francisco. Esta empresa produz, transmite e comercializa energia elétrica para a Região Nordeste, atendendo tradicionalmente a oito estados: Bahia, Sergipe, Alagoas, Pernambuco, Paraíba, Rio Grande do Norte, Ceará e Piauí.

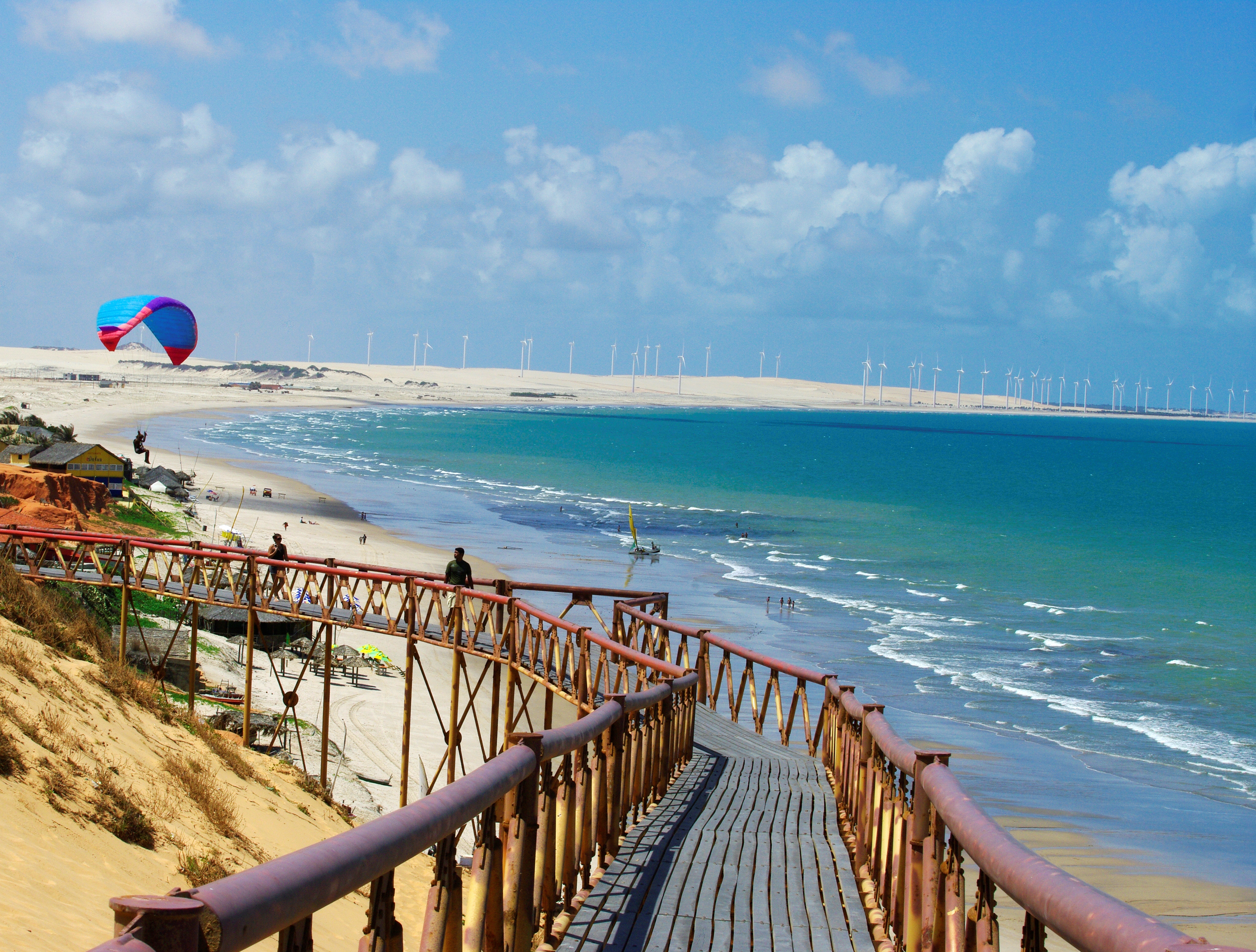
Geradores eólicos na Praia de Canoa Quebrada, em Aracati, Ceará.

Com a abertura permitida pelo novo modelo do setor elétrico brasileiro, a Eletrobras Chesf tem contratos de venda de energia em todos os submercados do Sistema Interligado Nacional (SIN). Suas usinas hidrelétricas são: a Usina Hidrelétrica de Belo Monte (participação de 15%, aprovada, conclusão: 2020); a Usina Hidrelétrica de Jirau (participação de 20% [690 MW], em construção, conclusão: 2012); a Usina Hidrelétrica de Xingó; a Usina Hidrelétrica Luiz Gonzaga; a Usina Hidrelétrica Paulo Afonso I; a Usina Hidrelétrica Paulo Afonso II; a Usina Hidrelétrica Paulo Afonso III; a Usina Hidrelétrica Paulo Afonso IV; a Usina Hidrelétrica de Sobradinho; a Usina Hidrelétrica Apolônio Sales; e a Usina Hidrelétrica de Boa Esperança.
No Maranhão, que faz parte do Subsistema Norte, dentro do Sistema Interligado Nacional, a Usina Hidrelétrica Estreito, no rio Tocantins, com capacidade de 1.087 MW, tem como maiores proprietários a Companhia Energética Estreito e a Vale.
Na Bahia, foi inaugurado o Gasene, que é um gasoduto que liga o estado do Rio de Janeiro ao da Bahia. O gasoduto começou com dois contratos de fornecimento de gás assinados por meio da distribuidora local Companhia de Gás da Bahia à companhia suíça alimentícia Nestlé. Esse projeto do gasoduto Gasene promete elevar o estado da Bahia a um alto nível de fornecimento de gás.
Em 2018, no Maranhão, a exploração de gás na Bacia do Parnaíba tem capacidade de produzir 8,4 milhões de m³ de gás por dia, explorados pela empresa Eneva, com a implantação de 153 km de gasodutos, ao custo do investimento de R$ 9 bilhões. Tal produção é destinada para a produção de energia elétrica no Complexo Termelétrico Parnaíba, com 1,4 GW da capacidade. A energia termelétrica tem importante composição na geração de energia na região, tendo como outros exemplos a Usina Termelétrica Campina Grande, a Usina Termelétrica do Pecém e o Complexo Termelétrico Jorge Lacerda, dentre outras.
Em 2017, diante dos níveis baixos dos reservatórios, a energia eólica passou a representar 50% da geração de energia elétrica na região, com destaque para os estados do Rio Grande do Norte, com 3.722 MW e 137 parques; Bahia, com 2.594 MW e 100 parques; Ceará, com 1.950 MW e 75 parques; Piauí, com 1.443 MW e 52 parques; Pernambuco, com 781 MW e 34 parques; Maranhão, com 220 MW e 8 parques; e Paraíba, com 157 MW e 15 parques.
Novos investimentos, buscando diversificar a matriz energética nordestina e promover a segurança energética, permitiram, no ano de 2017, a entrada em operação das usinas Complexo Solar Lapa (BA), com 158 MW, Parque Solar Ituverava (BA), com 254 MW, e o Parque Solar Nova Olinda (PI), com 292 MW, consideradas as maiores usinas de geração solar da América Latina. Em 2018, foi inaugurado o Parque Solar Horizonte (BA), com 103 MW.

## Setor terciário

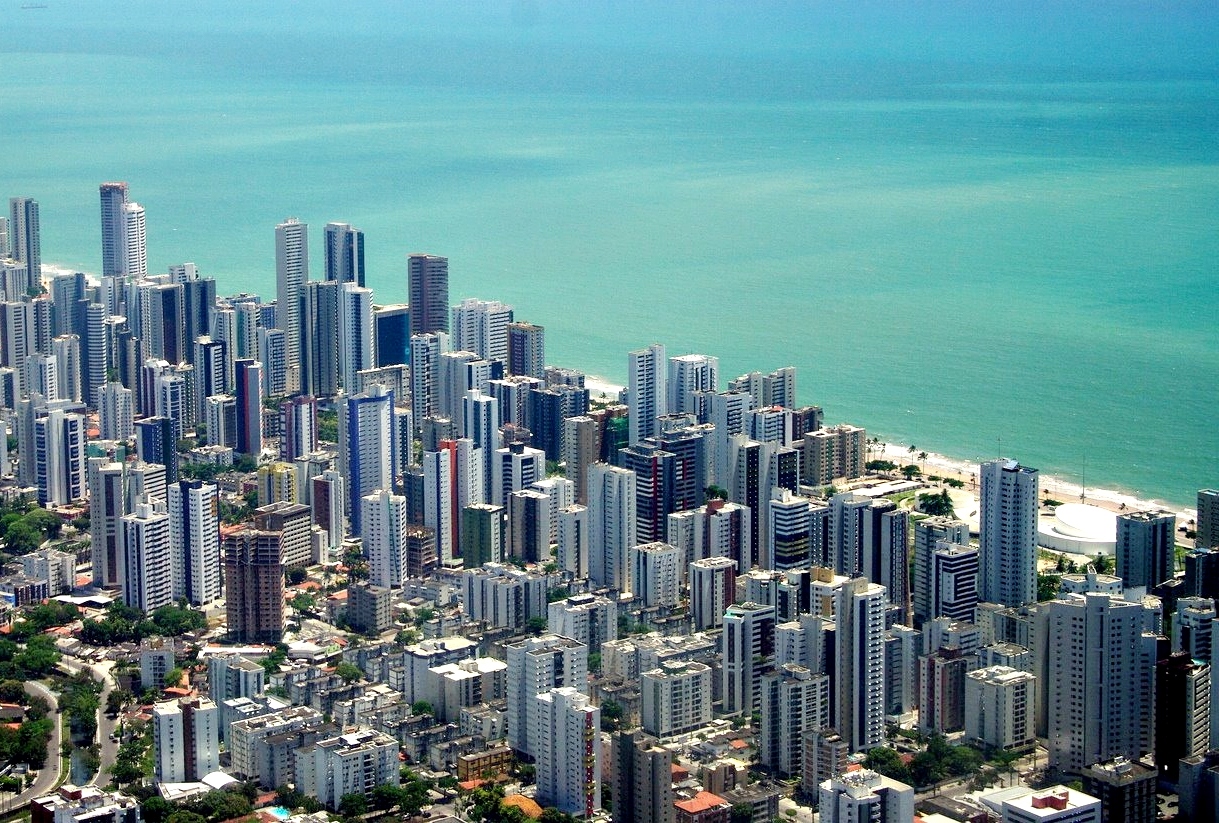
Recife, em Pernambuco, foi eleita por pesquisa encomendada pela MasterCard Worldwide como uma das cidades com economia mais desenvolvida dos mercados emergentes no mundo.

No Nordeste, o setor terciário é um dos que mais crescem nos últimos tempos, tendo destaque principalmente Bahia e Pernambuco.

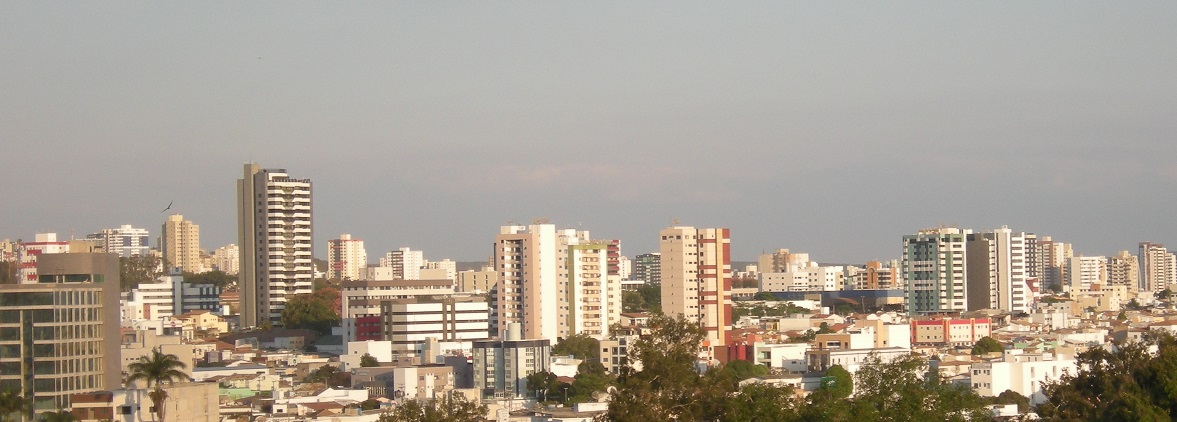
Vitória da Conquista, na Bahia, é um dos maiores polos comerciais e de serviços do estado. É capital regional de uma região com cerca de 2 milhões de habitantes, na Bahia e em Minas Gerais. O PIB da cidade é um dos que mais crescem no estado.

O RioMar Shopping, no Recife, é o 1º endereço de alto luxo do Norte-Nordeste, abarcando lojas da Prada, Burberry, Dolce & Gabbana, Hugo Boss, Diesel, Daslu, entre outras grifes, todas situadas no 2º andar, que conta apenas com marcas de luxo.
O Salvador Shopping foi eleito recentemente pelo Center Build Conference o 2º melhor shopping do mundo, atingindo de 75 a 85 pontos. O shopping polonês Zlote Tarasy-Warsaw ficou com primeiro lugar, atingindo os 85 pontos exigidos.
O Grupo JCPM, conglomerado sediado no Recife, é proprietário, dentre outros centros comerciais no Nordeste, do RioMar Shopping, do Shopping Recife e do Salvador Shopping (três dos maiores shoppings do país), além do Shopping Villa Lobos em São Paulo.
O Grupo Guararapes Confecções, conglomerado fundado em Pernambuco e sediado no Rio Grande do Norte, é a maior empresa do ramo de confecção de vestuário na América Latina. O grupo é proprietário da cadeia de lojas Riachuelo, do Shopping Midway Mall (um dos maiores centros de compras do país, localizado em Natal) e da Midway financeira.

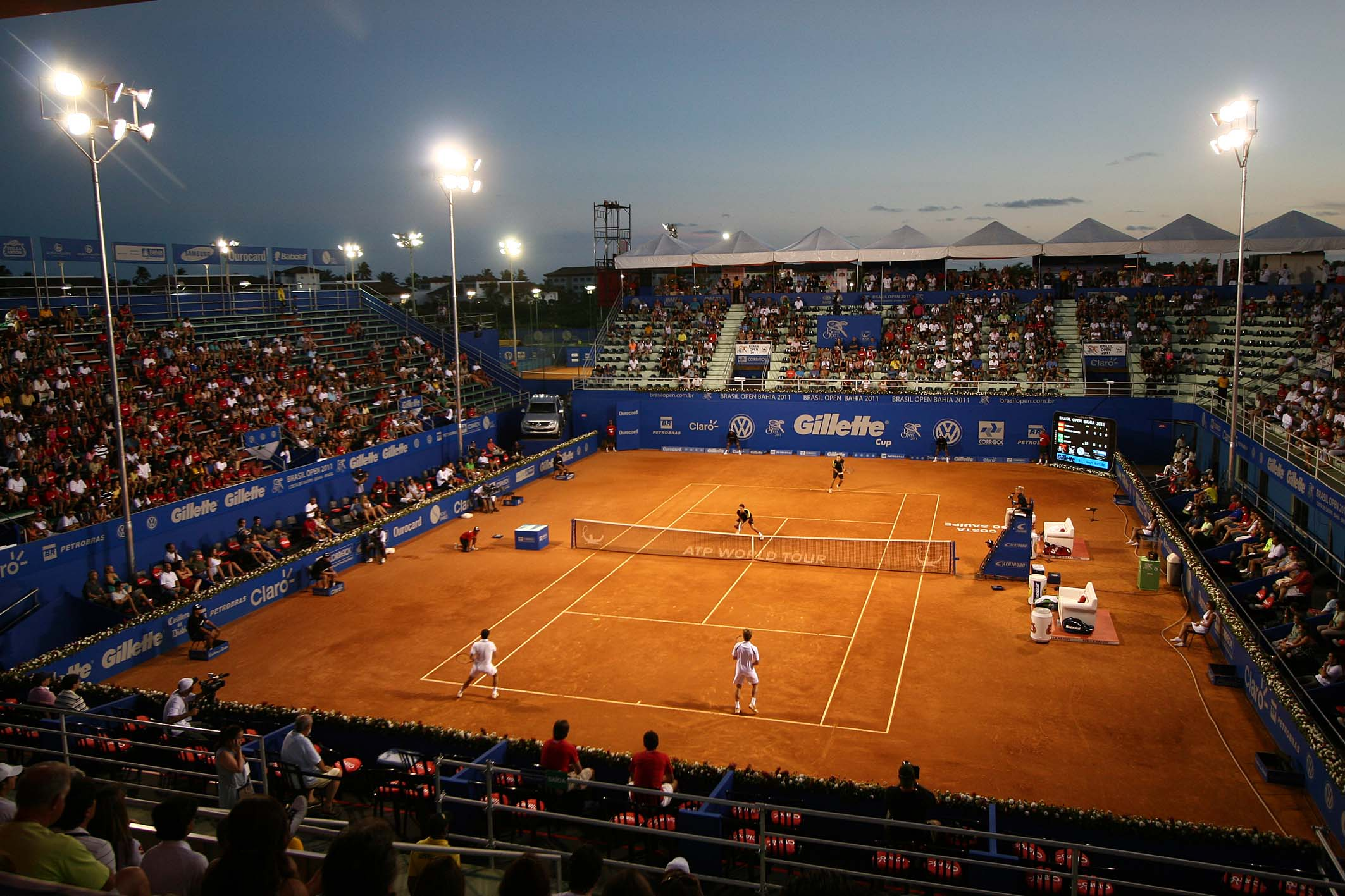
O Brasil Open de Tênis, disputado na Costa do Sauípe, Região Metropolitana de Salvador, é um dos eventos que movimentam o setor de serviços na metrópole baiana.

A Tupan, atacadista distribuidora de materiais de construção fundada em Serra Talhada, no Sertão de Pernambuco, é a maior empresa do ramo no Norte-Nordeste e a quinta maior do Brasil segundo o IBOPE. O grupo atende mais de 12.000 clientes lojistas em todo o Norte-Nordeste, contando com três Centros de Distribuição, localizados em Pernambuco e Alagoas (Serra Talhada, Recife e Maceió), além de sete lojas de varejo sendo: quatro em Serra Talhada, duas em Recife e uma em Maceió. Possui ainda uma frota própria de 130 caminhões, 120 Representantes Comerciais e um efetivo de mais de 1.000 colaboradores.
Recife, em Pernambuco, foi eleita por pesquisa encomendada pela MasterCard Worldwide como uma das 65 cidades com economia mais desenvolvida dos mercados emergentes no mundo. Apenas cinco capitais brasileiras entraram na lista: São Paulo, que foi a cidade brasileira mais bem colocada, na 12ª posição; Rio de Janeiro (36ª posição); Brasília (42ª); Recife (47ª); e por último Curitiba (49ª). Xangai e Pequim, na China, ocuparam as duas primeiras posições. Para compor o índice que elegeu as cidades com economia mais avançada nos mercados emergentes, foram considerados o ambiente econômico e comercial; crescimento e desenvolvimento econômico; ambiente de negócios; ambiente de serviços financeiros, conectividade comercial; conectividade de educação e TI; qualidade de vida urbana; e risco e segurança.
O setor terciário no Nordeste é bem vasto na área de transporte aquaviário e correio e telecomunicações.

### Ciência e tecnologia

Instituto Internacional de Neurociências de Natal, maior centro de ciência fora do eixo Rio-São Paulo.

O campo da ciência e tecnologia no Nordeste brasileiro está em pleno processo de crescimento e expansão, desde o final da década de 1990 e continuado na década de 2000. Cidades nordestinas estão recebendo reconhecimento nacional e internacional pelos seus polos, centros e institutos tecnológicos. Um exemplo é Recife, que abriga o Porto Digital, um polo de desenvolvimento de softwares criado em julho de 2000. Ele é reconhecido como o maior parque tecnológico do Brasil em faturamento e número de empresas.

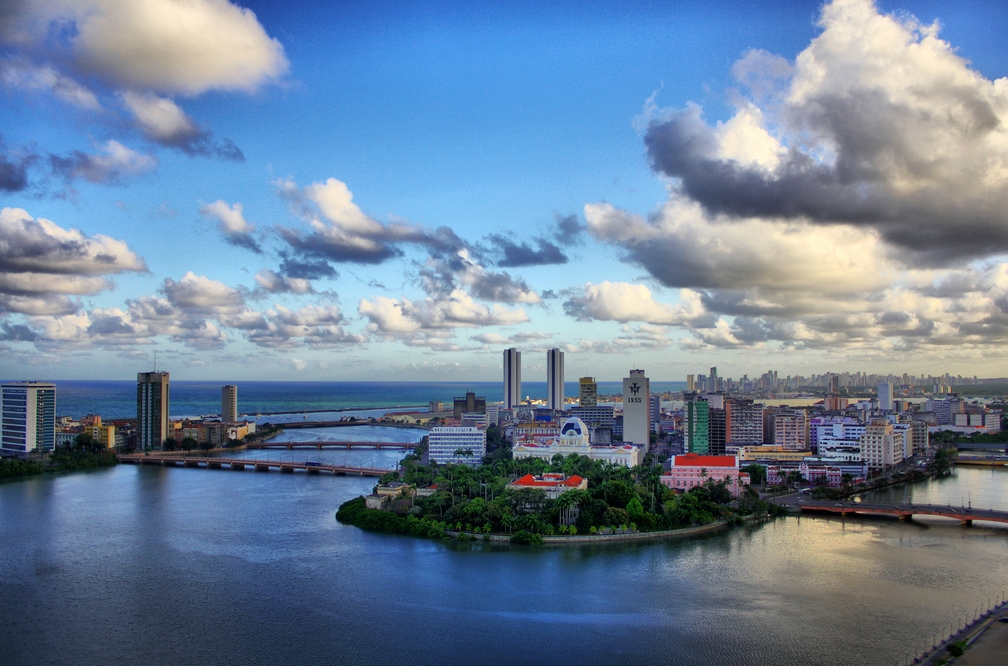
O Porto Digital, localizado no bairro do Recife Antigo na capital pernambucana, é o maior parque tecnológico do Brasil e referência mundial na produção de softwares. O Centro de Informática da Universidade Federal de Pernambuco (CIn UFPE) fornece mão de obra para o polo, que abriga empresas como Motorola, Borland, Oracle, Sun, Nokia, Ogilvy, IBM e Microsoft.

Já no interior da Paraíba, Campina Grande ganha relevância como uma das nove cidades de destaque no mundo que apresentam um novo modelo de centro tecnológico, a única citada de toda a América Latina na edição de abril de 2001 da revista estadunidense Newsweek. E em outro estudo, ela aparece ao lado da cidade de São Paulo, as únicas latino-americanas, na área inovação tecnológica mundial. Todo esse destaque tecnológico de Campina Grande é resultado da formação de uma sólida base acadêmica, iniciada ainda na década de 1960, quando a atual Universidade Federal de Campina Grande (UFCG), então Escola Politécnica, adquiriu um dos cinco primeiros computadores em universidades do país (primeiro do Norte-Nordeste), dando origem aos atuais cursos de graduação e pós-graduação nas áreas de engenharia elétrica e computação.
Outra iniciativa notória é o Instituto Internacional de Neurociências de Natal, inaugurado em 2006 na capital potiguar e idealizado pelo neurocientista Miguel Nicolelis (considerado um dos 20 mais importantes neurocientistas em atividade no mundo). Foi criado para descentralizar a pesquisa nacional, atualmente restrita às regiões Sudeste e Sul do Brasil.
Ratificando o processo de descentralização da pesquisa da ciência e da tecnologia, em Salvador, no dia 17 de julho de 2009, após um ano de construção e um investimento de 30 milhões de reais, foi inaugurado o primeiro centro de biotecnologia localizado nas regiões Norte e Nordeste: o Centro de Biotecnologia e Terapia Celular do Hospital São Rafael (CBTC), o mais moderno e avançado centro de estudos de células-tronco da América Latina. Além disso, em 2010 foi inaugurado o chamado "Campus do Cérebro" em Macaíba no estado do Rio Grande do Norte, que é um centro de pesquisa e desenvolvimento da neurociência e que conta com um projeto de inclusão social, bem como a parte científica. Outros projetos são a Cidade da Ciência e a Metrópole Digital, também no Rio Grande do Norte.

### Turismo

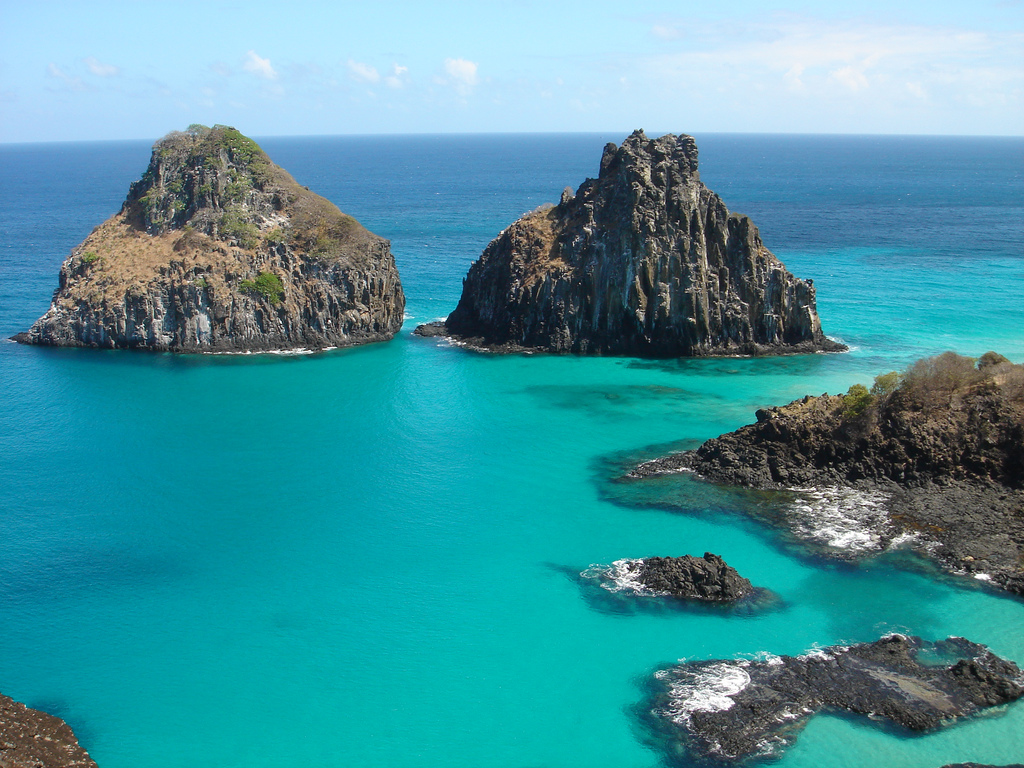
Fernando de Noronha, Pernambuco, um dos maiores polos turísticos do país.

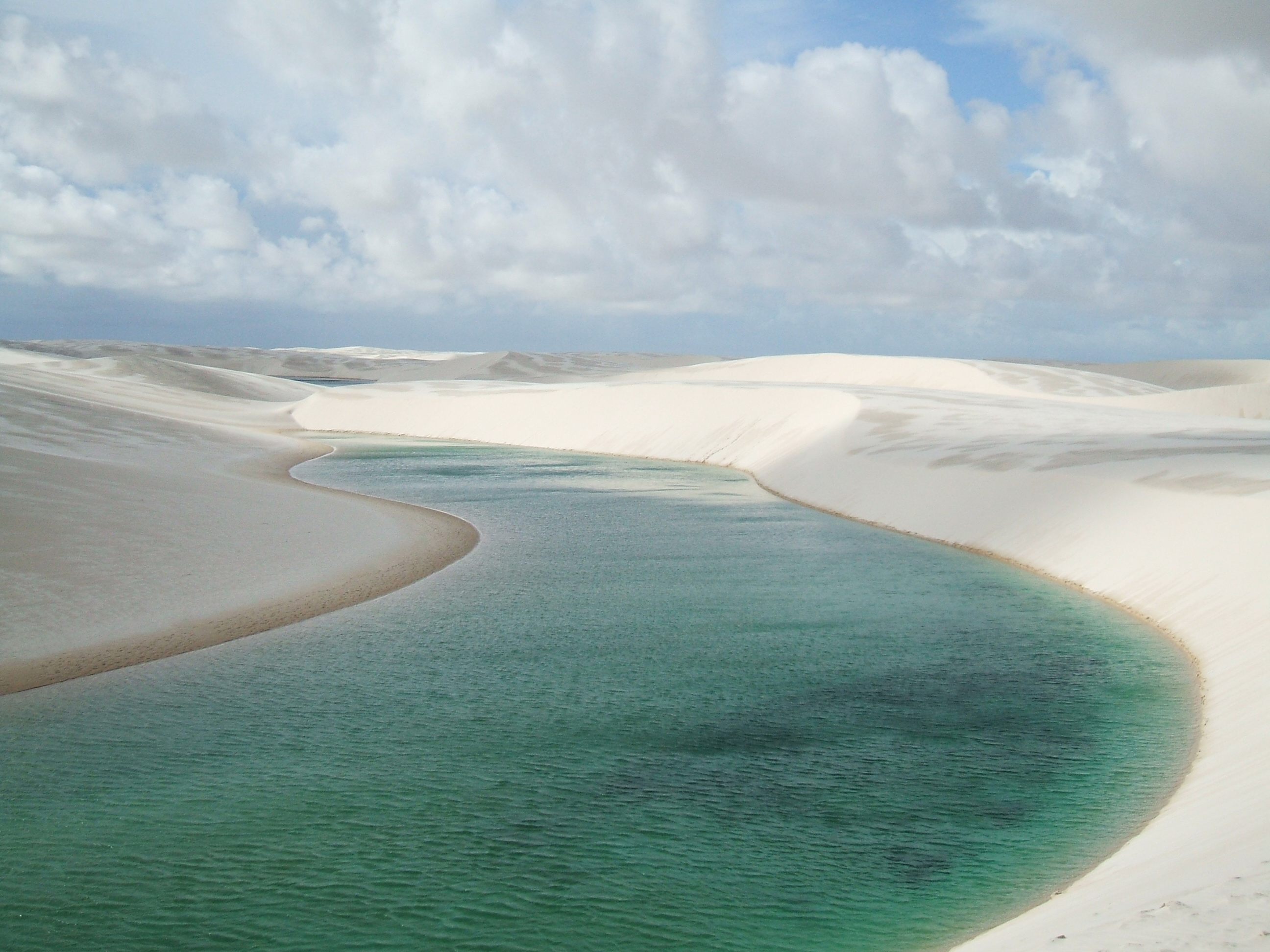
Parque Nacional dos Lençóis Maranhenses.

O imenso litoral com praias belíssimas, muitas intocadas, que são comparadas apenas as do Caribe, colocam o Nordeste entre as grandes rotas de turismo mundial. Milhões de turistas desembarcam nos modernos aeroportos nordestinos todos os anos. Há alguns anos os estados vêm investindo intensamente na melhoria da infraestrutura, criação de novos polos turísticos, e alguns no desenvolvimento do ecoturismo.
Segundo a pesquisa "Hábitos de Consumo do Turismo Brasileiro 2009", realizada pelo Vox Populi em novembro de 2009, a Bahia é o destino turístico preferido dos brasileiros, já que 21,4% dos turistas optaram pelo estado. Pernambuco, com 11,9%, e São Paulo, com 10,9%, estão, respectivamente, em segundo e terceiro lugares nas categorias pesquisadas.
Entre as praias mais procuradas do Nordeste estão: Arraial d'Ajuda e Morro de São Paulo, na Bahia; Atalaia e Pirambu, em Sergipe; Pajuçara e Maragogi, em Alagoas; Porto de Galinhas e Itamaracá, em Pernambuco; Cabedelo e Tambaba, na Paraíba; Genipabu e Pipa, no Rio Grande do Norte; Jericoacoara e Canoa Quebrada, no Ceará; Coqueiro e Pedra do Sal, no Piauí; e Curupu e Atins, no Maranhão.

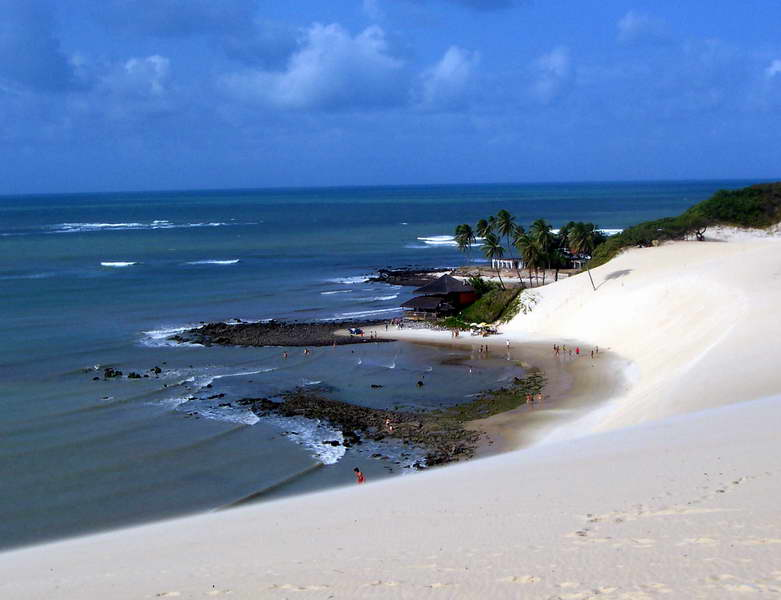
Genipabu, em Natal, no estado do Rio Grande do Norte, é uma das principais atrações do Nordeste.

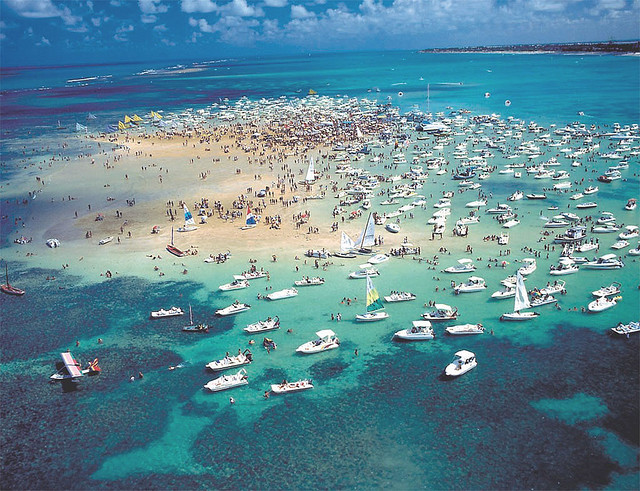
Cabedelo, na Paraíba.

A cultura da região é, também, um grande atrativo para o turista, todos os estados tem folguedos e tradições diferentes. Olinda, São Luís e o Pelourinho (Salvador), são os grandes atrativos culturais da região, sendo considerados Patrimônio Cultural da Humanidade pela UNESCO.
O Carnaval é um dos grandes atrativos do Nordeste, principalmente na cidade de Salvador e Recife. O Carnaval de Salvador é a maior festa popular do planeta e bate recordes contando com mais de 2.700.000 (dois milhões e setecentos mil) foliões em seis dias de festa. Durante o período do carnaval de Salvador, dezenas dos cantores mais famosos do Brasil desfilam nos trios elétricos como, Ivete Sangalo, Daniela Mercury, Cláudia Leitte, Eliana e muitos outros. O Carnaval do Recife é considerado o de maior diversidade cultural do país com seus bonecos gigantes, frevo e maracatu, além de possuir o maior bloco carnavalesco do mundo, o Galo da Madrugada. Também é considerado o carnaval mais democrático do mundo, pois os foliões não precisam pagar para brincar.
O arquipélago de Fernando de Noronha está ganhando destaque nacional e mundial. Pelas ilhas é possível avistar os golfinhos saltadores. Outro lugar de destaque é o Parque Nacional dos Lençóis Maranhenses, um complexo de dunas, rios, lagoas e manguezais. Na Bahia, encontram-se a Costa do Sauípe, maior complexo turístico do Brasil, e o Arquipélago dos Abrolhos, que possui excelente área para mergulho autônomo e livre além de atrações como a temporada das baleias jubarte, que se inicia no mês de julho. No Piauí, encontram-se os parques nacionais Sete Cidades, Serra das Confusões e da Serra da Capivara com formação rochosa e pinturas rupestres; além de seu litoral possuir o Delta do Parnaíba. Outros destaques são o maior cajueiro do mundo e o Forte dos Reis Magos, ambos no Rio Grande do Norte.

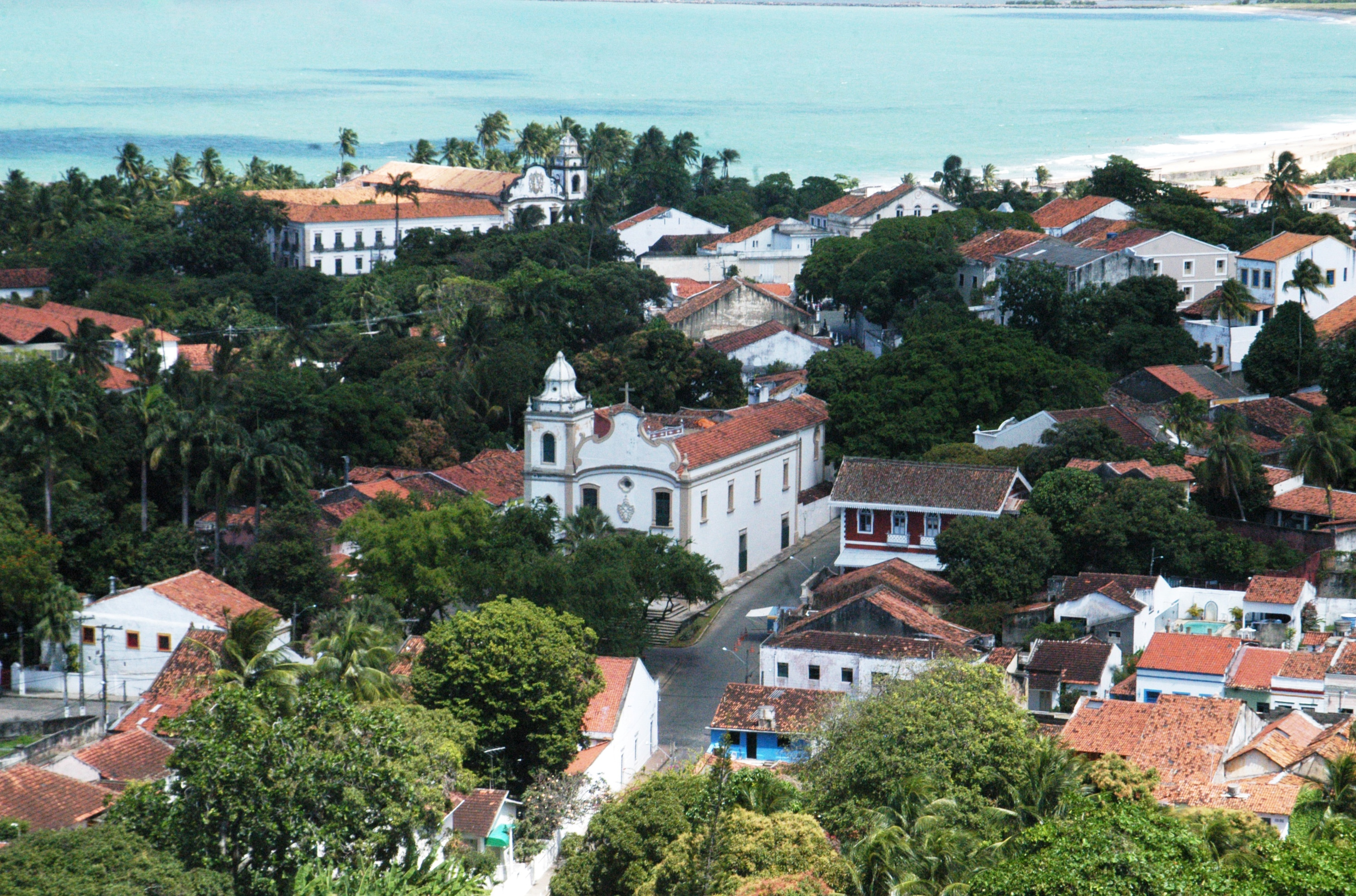
Centro Histórico de Olinda, Patrimônio Cultural da Humanidade pela UNESCO.

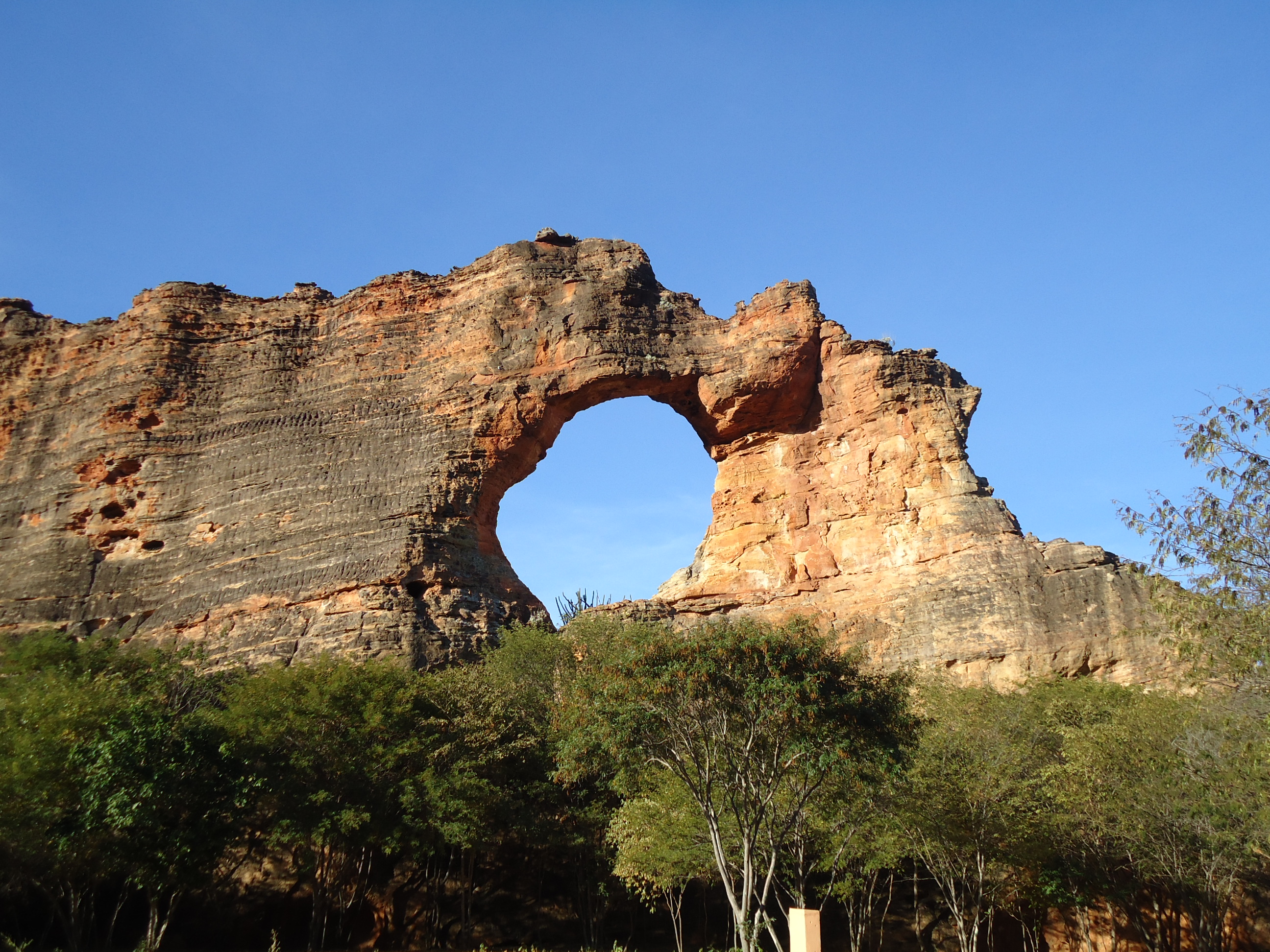
Parque Nacional da Serra da Capivara.

O ecoturismo ainda é pouco explorado no Nordeste, mas tem grande potencialidade. Ainda assim, dentre os dez principais destinos ecoturísticos brasileiros, aparecem quatro paisagens localizadas na região Nordeste do Brasil, onde é possível escolher entre ilhas (Arquipélago de Fernando de Noronha em Pernambuco), dunas (Lençóis Maranhenses no Maranhão), mata atlântica em alta altitude (Chapada Diamantina na Bahia) e arqueologia na caatinga (Parque Nacional da Serra da Capivara no Piauí).
A cultura da região é também um atrativo para o turista. Todos os estados tem folguedos e tradições diferentes. Olinda, em Pernambuco, com vestígios do Brasil Neerlandês; São Luís, no Maranhão, com os da França Equinocial; São Cristóvão, em Sergipe, e sua Praça de São Francisco, rodeada de imponentes edifícios históricos; Salvador, na Bahia, com os da sede político-administrativa do Brasil Colonial; e Porto Seguro e Santa Cruz de Cabrália, também na Bahia, com as marcas históricas da chegada das esquadras do descobrimento do Brasil; são alguns dos principais atrativos histórico-culturais da região, sendo os quatro primeiros considerados patrimônios culturais da humanidade pela UNESCO.

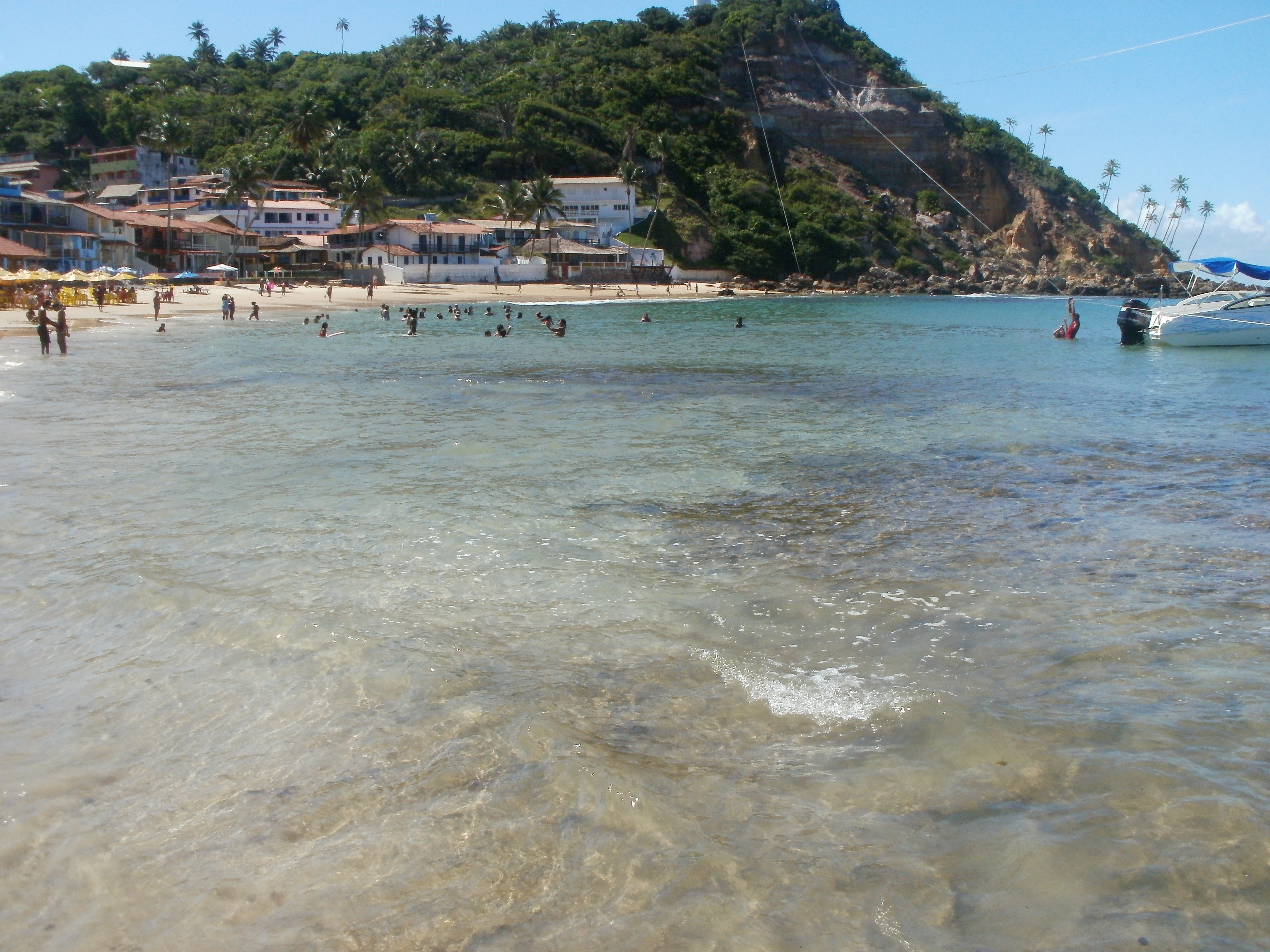
Morro de São Paulo, na Bahia.

No bairro da Barra em Salvador, (BA), fica localizado o Farol da Barra, um dos mais famosos cartões-postais do Brasil e o mais famoso cartão-postal do Nordeste. O farol possui uma localização geográfica única no planeta, onde é possível ver tanto o nascer quanto o pôr-do-sol no mar, pois ocupa o vértice da península em que está a cidade.
A Gastronomia é um dos grandes atrativos da região. A culinária da Bahia, a mais conhecida do Brasil (embora não a mais consumida) é aquela produzida no Recôncavo e em todo o litoral da Bahia. É baseada em especiarias com tempero forte à base de azeite de dendê, leite de coco, gengibre, pimenta de várias qualidades e muitos outros que não são utilizados nos demais estados do Brasil. Na culinária baiana alguns dos principais pratos são o Acarajé, Abará, Caruru e o Vatapá. Outra culinária com bastante reconhecimento é a culinária paraibana. A maioria dos pratos paraibanos são a base da mandioca e cana-de-açúcar como a tapioca, arroz doce e chouriço doce.

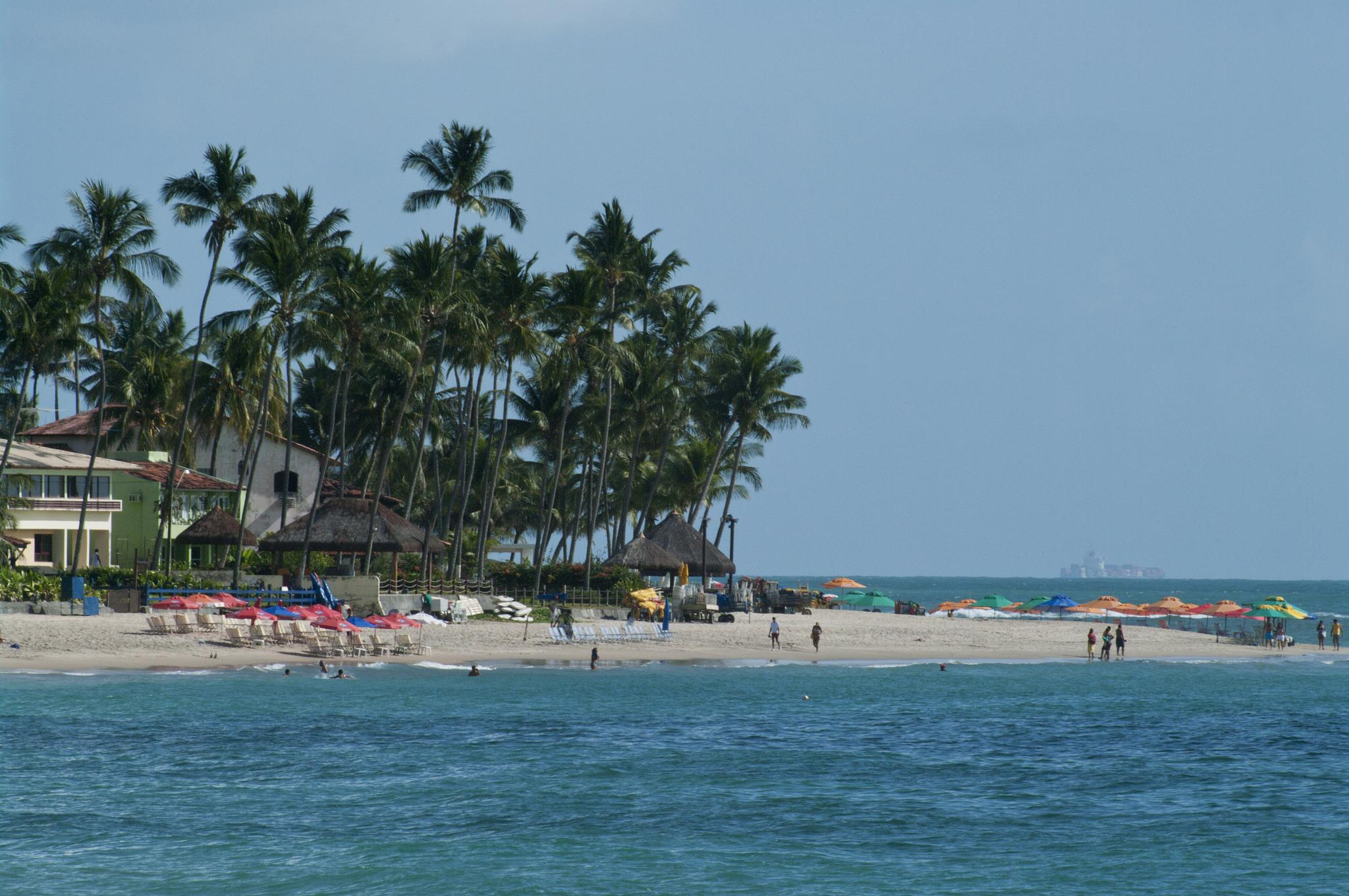
Porto de Galinhas, em Pernambuco, foi considerada por 10 vezes consecutivas a Melhor Praia do Brasil – segundo a Revista Viagem e Turismo, da Editora Abril.

A Bahia detém a maior porcentagem do litoral brasileiro com 932 km sendo 12,4% do total. No litoral baiano é marcante a Baía de Todos os Santos a maior baía brasileira, tendo 1052 km² de extensão, profundidade de até 42 metros com visibilidade de mergulho entre 10 e 20 metros e a Baía de Aratu que é uma imensa enseada que abriga o Porto de Aratu, um estaleiro, duas das dez mais luxuosas marinas da América Latina (Aratu Iate Clube e Marina Aratu) e a Base Naval de Aratu, que é o local preferido de descanso do presidente do Brasil Luiz Inácio Lula da Silva. Também é marcante a Baía de Camamu, terceira maior baía brasileira. Possui lugares históricos e turísticos como Barra Grande, Camamu e Maraú.[carece de fontes?]

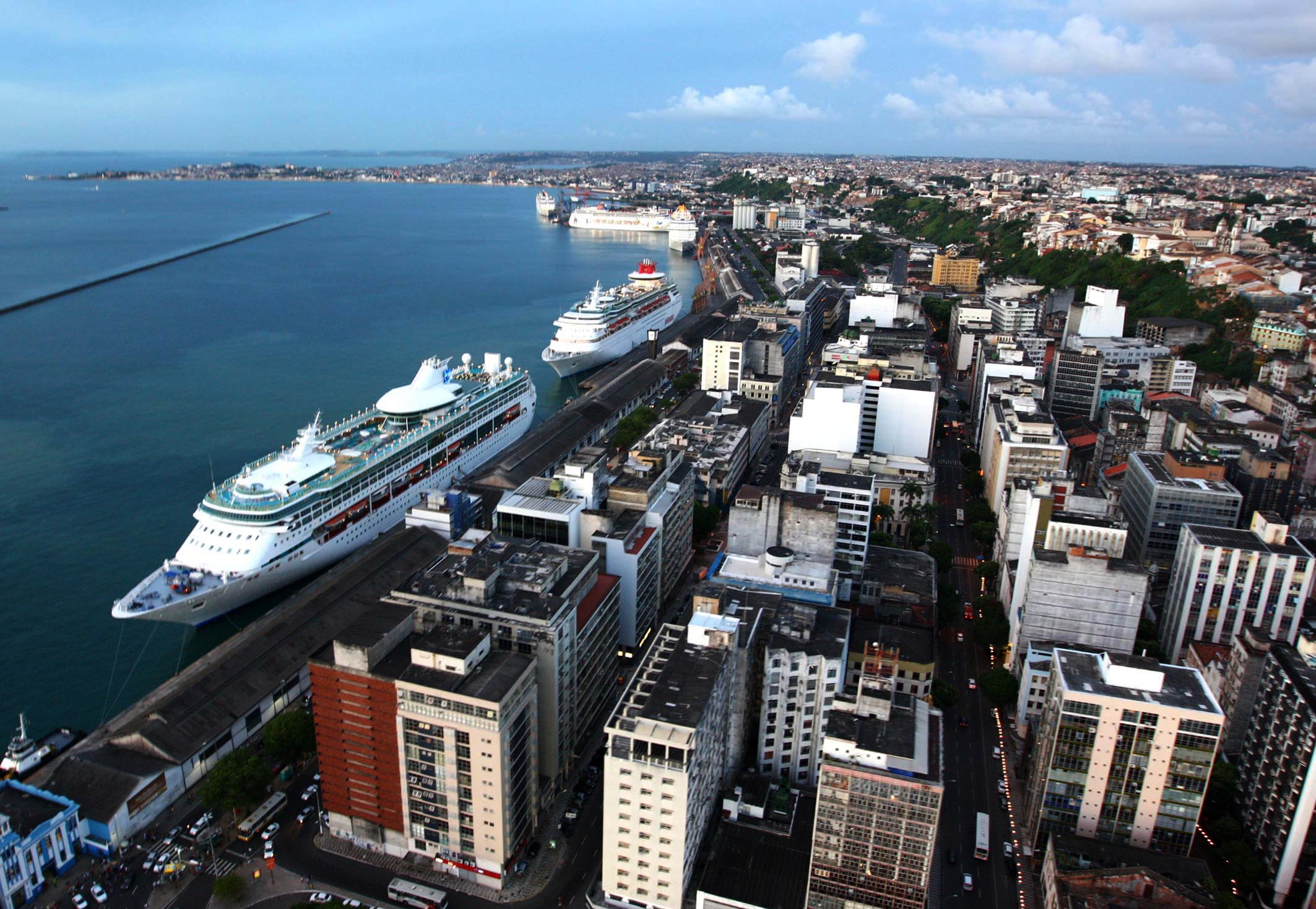
Turismo de Carnaval em Salvador, Bahia. O Carnaval de Salvador é a maior festa de rua do planeta segundo o Guinness Book.

O hotel Toca do Marlin, o primeiro da América Latina com classificação seis estrelas está localizado em Santa Cruz Cabrália, (BA), fica em um ponto estratégico e exuberante da natureza desta região, considerada uma das mais belas do litoral brasileiro e americano.
A Costa do Sauípe, localizado no litoral baiano é o maior complexo turístico do Brasil e um dos maiores da América Latina.
A Bahia possui a maior quantidade de Resorts de alto padrão do Brasil, dentre eles o Pestana Hotéis e Resorts, Pestana de Sauípe, Hotel Transamérica Ilha de Comandatuba considerada a Ilha da Fantasia brasileira, é a melhor opção de luxo no Brasil e possui o maior aeroporto particular do país.[carece de fontes?]
O Txai Resort, em Itacaré, Bahia, e a própria cidade em que o hotel se localiza, foram dois dos dez melhores destinos do mundo para visitar segundo o The New York Times. Itacaré é a única cidade brasileira que está na lista do conceituado jornal americano.

## Infraestrutura

### Transportes

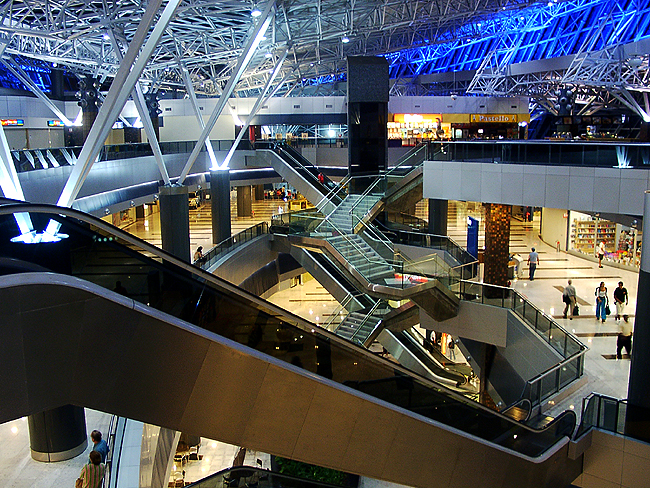
O Aeroporto Internacional do Recife é o maior e mais moderno aeroporto do Norte-Nordeste do Brasil e um dos cinco melhores do mundo.

A malha viária da região tem 394.700 km de rodovias. As principais vias de escoamento e transporte rodoviário são a BR-116 e a BR-101. Seis estados nordestinos possuem malha rodoviária em pista dupla entre as quinze maiores do país: Pernambuco (462,8 km), Paraíba (280,8 km), Ceará (230,3 km), Sergipe (187,0 km), Bahia (176,3 km) e Rio Grande do Norte (152,1 km).

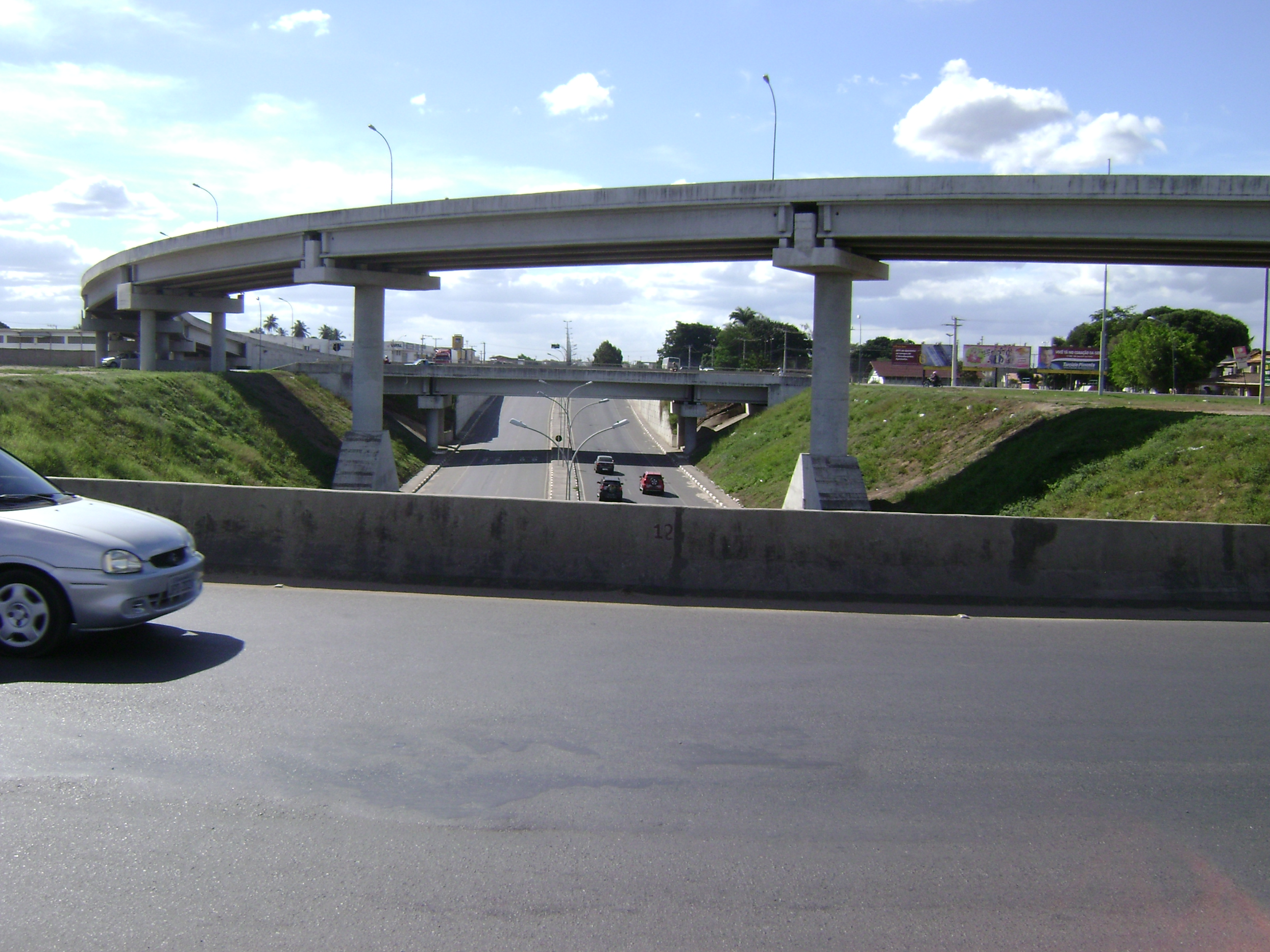
Complexo de viadutos no encontro das BRs 116 e 324 em Feira de Santana, Bahia.

Sistema rodoviário brasileiro, com as rodovias duplicadas destacadas em vermelho

Seu sistema ferroviário ainda é precário, porém estão em curso obras como a Ferrovia Transnordestina, que ligará o Porto de Suape, na Região Metropolitana do Recife, ao Porto de Pecém, na Região Metropolitana de Fortaleza, cruzando praticamente todo o território de Pernambuco e Ceará e ligando esses dois estados ao estado do Piauí, e permitirá o escoamento da produção agrícola do sudoeste do Piauí e do Vale do São Francisco e a produção do polo gesseiro de Araripina a um menor custo, o que tornará os preços mais competitivos; e a Ferrovia Oeste-Leste, que ligará a cidade de Figueirópolis no Tocantins ao Porto Sul em Ilhéus na Bahia e permitirá o escoamento de soja dos estados de Mato Grosso, Goiás e Tocantins e do oeste da Bahia bem como minério de ferro, urânio, cacau e celulose do sul da Bahia.
A ferrovia Norte-Sul e a ferrovia Carajás, no Maranhão, constituem importantes corredores logísticos, transportando o minério de ferro da Serra dos Carajás no Pará e escoando a produção agrícola do sul do Maranhão, Tocantins, Goiás e Mato Groso, com destino ao portos de Itaqui e Ponta da Madeira, em São Luís. Outros produtos também são transportados, como celulose e combustíveis.
Suas cidades mais importantes dispõem de adequada estrutura aeroportuária, sendo os aeroportos de Recife, Salvador e Fortaleza os maiores. Os principais aeroportos do Nordeste recebem milhões de turistas anualmente e mantêm voos regulares para as principais cidades da Europa e Estados Unidos, sendo que o terminal aeroportuário da capital pernambucana é o mais movimentado de todo o Norte e Nordeste brasileiro, e o oitavo do país.
Atualmente, as cidades de Recife, Salvador e Fortaleza dispõem de sistema de metrô. Há também sistemas de metrô de superfície (VLT) em Natal, João Pessoa, Maceió e Teresina. Outros projetos fora das capitais são o VLT do Cariri (em Juazeiro do Norte) e o de Sobral.

### Energia
A capacidade energética instalada era de 10.761 MW em 2010.

## Produto Interno Bruto dos Estados
| Estados             | PIB                | % do PIB nacional | PIB per capita |
| ------------------- | ------------------ | ----------------- | -------------- |
| Bahia               | 352.618.000.000,00 | 3,9%              | 23.530,94      |
| Pernambuco          | 220.814.000.000,00 | 2,5%              | 22.823,59      |
| Ceará               | 194.885.000.000,00 | 2,2%              | 21.090,10      |
| Maranhão            | 124.981.000.000,00 | 1,4%              | 17.471,85      |
| Rio Grande do Norte | 80.181.000.000,00  | 0,9%              | 22.516,97      |
| Paraíba             | 77.470.000.000,00  | 0,9%              | 19.081,81      |
| Alagoas             | 76.266.000.000,00  | 0,8%              | 22.662,01      |
| Piauí               | 64.028.000.000,00  | 0,7%              | 19.465,69      |
| Sergipe             | 51.861.000.000,00  | 0,6%              | 22.177,45      |